# Șhara
Șhara (în georgiană შხარა, transliterat: šxara, în rusă Шхара, transliterat: Șhara) este un munte din Caucazul Mare, situat pe linia de frontieră dintre Georgia și Rusia. Având o înălțime de 5.193 m, vârful muntelui reprezintă punctul de maximă altitudine din Georgia și este al treilea cel mai înalt vârf din Rusia și Europa, după Elbrus și Dîhtau.
Muntele este situat în Republica Kabardino-Balkaria din Rusia, în partea de nord, și în regiunea Svaneția (în georgiană სვანეთი, transliterat: svanet̕i) din Georgia, în sud, la capătul estic al Zidului Bezengi. În perioada sovietică, se considera că înălțimea vârfului Șhara este de 5.068,8 metri conform Marii Enciclopedii Sovietice, sau de 5.157,8 metri, conform datelor de pe hărțile sovietice, dar valoarea măsurată în 2010 de alpiniștii Peter Schön și Boris Avdeev a fost de 5.193 metri.
Pe partea georgiană, la poalele muntelui se găsește comunitatea Ușguli, devenită o destinație turistică importantă a Georgiei, în timp ce versantul nordic este inclus în rezervația naturală Kabardino-Balkaria (în rusă Кабардино-Балкарский заповедник, transliterat: Kabardino-Balkarski zapovednik). Muntele Șhara a apărut în documentele oficiale sub această denumire abia în 1888, după prima ascensiune pe vârf reușită de o echipă anglo-elvețiană. Ulterior, muntele a fost escaladat de mai multe ori în secolul XX, dar rămâne unul dintre cele mai dificile vârfuri din Europa, fiind uneori comparat cu Everest.
Format prin ciocnirea plăcilor eurasiatică și arabă în oligocen, Șhara are o topografie complexă, cuprinzând în total nouă vârfuri, fiecare constituind pentru alpiniști un obiectiv separat. Principalele roci de pe munte sunt granitul, gneisul și ardezia, în timp ce analizarea apelor minerale din mai multe izvoare a demonstrat concentrația ridicată a anumitor minerale pe munte. Muntele Șhara constituie sursa principală a ghețarului Șhara și a râului Enguri, precum și o sursă secundară a mai multor alți ghețari locali.

## Toponimie
În trecut, Șhara, ca și alte vârfuri din munții Caucaz, nu era menționat în sursele istorice georgiane sau internaționale. Acest lucru se datorează cel puțin în parte locației sale în nordul Svaneției, o regiune în mare parte izolată de restul Georgiei. Abia la sfârșitul secolului al XIX-lea numele Șhara a început să apară în reviste academice și pe hărți topografice ale Rusiei imperiale:10.
Numele muntelui este un nume vechi creat de populația satelor Ușguli. Cea mai comună versiune a etimologiei numelui muntelui se referă la asemănarea sa cu termenul ჩხარა („șhara”), care înseamnă „nouă” în limba svan:1869, considerând că este o referire la cele nouă vârfuri ale muntelui sau la faptul că Șhara este al nouălea munte din Zidul Bezengi. O altă versiune leagă numele muntelui care pare dungat (din cauza numeroaselor creste laterale aproape paralele) de termenul შხარ („șhar”), un cuvânt în limba svan folosit pentru a descrie un taur sau un cal cu o dungă albă pe frunte:1852. Șhara este mai rar numit și „Gora Șhara” (გორა ჩხარა). Termenul „Gora” (გორა) înseamnă „deal” în georgiană.
Rușii nu au un nume național pentru munte și folosesc toponimia georgiană Шхара. În karaciai-balkară, limba locală din Kabardino-Balkaria, republica autonomă rusă de pe partea nordică a muntelui, muntele este denumit ушхара („Ușhara”), termen care poate fi interpretat drept „non-monolitic”, muntele fiind într-adevăr străbătut de numeroase chei.

## Controversa altitudinii muntelui Șhara
Altitudinea muntelui Șhara variază semnificativ în funcție de sursă și perioadă. Marea Enciclopedie Sovietică menționează o altitudine de 5.068,8 m, care este de fapt altitudinea vârfului vestic Șhara, unul dintre vârfurile secundare ale muntelui. Harta militară sovietică la scara 1:50.000 indică o altitudine de 5.157,8 m pentru vârful estic.
În 1964, geograful georgian Levan Maruașvili a estimat o altitudine de 5.201 m, valoare care a fost inclusă în 2002 în Enciclopedia Geografiei Mondiale (Encyclopedia of World Geography). În iulie 2010, alpiniștii Peter Schön și Boris Avdeev au escaladat vârful și au măsurat altitudinile a 575 de puncte de referință, valori care au fost ulterior corectate utilizând programul GeoAT Trimble Pathfinder Office. În noiembrie, ei au publicat rezultatele, raportând o valoare a altitudinii vârfului de 5.193,199 m pentru coordonatele 43°00′02.26411″N 43°06′44.16771″E / 43.0006289194°N 43.1122688083°E, dar Schön a admis că altitudinea exactă se poate schimba în funcție de anotimp, din cauza grosimii variabile a stratului de zăpadă de pe vârf.
În februarie 2018, alpiniștii georgieni Artchil Bedriașvili și Giorgi Tepnadze, au reușit prima ascensiune pe timp de iarnă pe versantul sudic al muntelui Șhara și au calculat o valoare a altitudinii de 5.203 m. Nici celelalte vârfuri ale muntelui Shara nu au o altitudine confirmată.

## Geografie
Șhara este unul dintre munții care formează linia de frontieră dintre Georgia și Federația Rusă. În Georgia, la poalele muntelui se găsește comunitatea Ușguli din regiunea Megrelia-Svaneția Superioară (în georgiană სამეგრელო-ზემო სვანეთი, transliterat: samegrelo-zemo svanet̕i). În Rusia, muntele face parte din rezervația naturală Kabardino-Balkaria (în rusă Кабардино-Балкарский высокогорный заповедник) din raionul Cerekski (în rusă Черекский райо́н) din republica autonomă Kabardino-Balkaria.
Șhara este un munte impunător, cu pante abrupte, situat într-o regiune glaciară și care cuprinde nouă vârfuri, cele mai importante fiind vârful principal (5.193 m), vârful vestic (5.068 m), vârful estic (4.866 m), vârful sudic (4.380 m) și vârful sud-estic (4.630 m). Pe lângă acestea, celelalte vârfuri sunt Mirangula (4.179 m):335, Namkvami (Namkuani, 4.241 m, situat deasupra izvorului râului Enguri):382, Ușguli (4.637 m):524 și Stalin:493.
Vârful Șhara (5.193 m) este cel mai înalt vârf din Georgia, al treilea ca înălțime din Rusia și de pe continentul european, după Elbrus (5.642 m) și Dîhtau (5.204 m). De asemenea, Șhara este al treilea vârf ca înălțime din Caucaz și face parte din Zidul Bezengi, un masiv lung de 12 kilometri, vârful Șhara fiind situat la limita sa estică și fiind vârful principal al acestuia. Zidul Bezengi este inclus în lanțul Caucazul Mare, fiind supranumit „Alpii Svaneției” de către alpiniștii din secolul al XIX-lea.
Pe partea rusă, versantul nordic al muntelui Șhara atinge o înălțime de aproximativ 1.500 m, iar cel sudic, situat pe partea georgiană, atinge 2.300 m, una dintre cele mai mari valori ale înălțimii relative din Europa.
Muntele Șhara este situat la 85 km nord-est de Kutaisi, al treilea oraș ca mărime din Georgia, la 33 km est de Mestia, centrul administrativ al municipalității omonime din Georgia și la 64 km sud-vest de Nalcik, capitala Kabardino-Balkaria din Federația Rusă. În partea de sud a vârfului se află ghețarul Șhara, sursa râului Enguri, la nord se găsește vârful Dîhtau (5.204 m), iar la vest vîrful Janga (în georgiană ჯანღა, transliterat: ǰanḡa, 5.058 m).
Vârful Șhara este acoperit de zăpadă pe tot parcursul anului, chiar și în perioada de vară un nivel relativ scăzut de precipitații solide duce la depunerea unui strat nou de zăpadă în zonele subalpine. Muntele este punctul cel mai vestic al celui mai lung etaj glaciar din Caucaz, care se extinde pe o lungime de 15 km, până la vârful Gistola (în georgiană გისტოლა, transliterat: gistola, 4.860 m):50.
La poalele vârfului Șhara se află mai mulți ghețari, cel mai mare fiind ghețarul Șhara dinspre sud-vest:39, care se întinde pe o suprafață de 3,55 km2 și are o lungime de 3,78 km:40. Pe măsură ce coboară, ghețarul se fracturează și dă naștere unui număr mare de morene, ceea ce îl face ghețarul cel mai acoperit de resturi din Caucaz:17. Concentrația mare de resturi constituie una dintre cauzele topirii lente a gheții. În perioada caldă, când zăpada și gheața se topesc, muntele Șhara constituie principala sursă a râului Enguri:14, făcând ca vârful său să fie cel mai înalt din bazinul hidrografic al Mării Negre. Sursa râului Enguri este ghețarul Namkuani, un alt ghețar al Zidului Bezengi, care este alimentat tot de Șhara:10.
La nord de Șhara se află ghețarul Bezengi sau Ullu-Ciran (în rusă Безенги/Уллу-Чиран), care acoperă o vale vastă pe partea rusă a muntelui. Având o suprafață totală de 36,2 km2 și o lungime de 17,6 km, acest ghețar este cel mai lung din Caucazul de Nord și unul dintre cele mai mari din Europa, separând Zidul Bezengi de Creasta laterală (în rusă Боковой хребет) a lanțului Caucazul Mare. Ghețarul, alimentat de munții Șhara și Janga, coboară până la o altitudine de 2.200 de metri și constituie sursa râului Cerek Bezengi, un afluent al râului Cerek (în rusă Река Черек). Șhara este, de asemenea, una dintre sursele ghețarului Khaldé, cunoscut pentru câmpurile sale de zăpadă, care coboară pe partea de sud a muntelui și constituie, la o altitudine de 2.500 m, sursa râului Khaldeciala, un afluent al râului Enguri:645. Ghețarul Bașhaauz (în rusă Башхаауз), cunoscut și sub numele de Bachkha-aouz-Bachi, este un mic ghețar de pe versantul nordic al Șhara care prinde contur la o altitudine de 4.470 m.

## Geologie
Ridicarea munților Caucaz, inclusiv Șhara, a început în oligocen, în urma ciocnirii plăcilor eurasiatică și arabă:14. Datarea radiocronologică a probelor de rocă indică o vârstă de 13 milioane de ani, ceea ce o face una dintre cele mai vechi formațiuni din centrul Caucazului Mare:12. Compoziția geologică a Zidului Bezengi include roci magmatice și metamorfice datând din proterozoic și paleozoic:7, în timp ce cea mai mare parte a muntelui Șhara, inclusiv vârful său, este alcătuită din roci metamorfice și sedimentare care datează de la începutul jurasicului, cu excepția notabilă a unor sedimente granitoide:7 de pe versantul nordic care datează din permian și mesoproterozoic:4.
Subzona masivului Elbrus (din care face parte Șhara) include cantități mari de granit și gneis, precum și ardezie cristalină:21. Aceste roci conțin cantități mari de cuarț, muscoviți, cloriți, epidoți și amfiboliți:24, iar anumite concentrații ale acestora conferă o culoare roșie vârfului Tsyrniach (3.204 m, în georgiană წგრნიარ):621. Muntele Șhara este situat într-o regiune care cuprinde mai multe formațiuni din pliocen:3. Pe muntele Șhara nu se găsesc roci vulcanice, întrucât muntele este situat chiar la granița zonei neovulcanice Kazbek:2, ceea ce explică prezența sedimentelor vulcanice la est de Șhara, dar nu și pe munte în sine:4.

## Climă
Deoarece muntele Șhara este situat în emisfera nordică, perioada de vară are loc din iunie până la jumătatea lunii septembrie, cu aproape 50% zile însorite. Totuși, chiar și vara, la altitudini de peste 4.000 de metri temperaturile pot scădea foarte repede și se pot dezvolta condiții de viscol. În timpul iernii, temperatura poate atinge -20°C și chiar mai puțin pe vârf. Iarna, condițiile sunt mult mai aspre, cu doar aproximativ 5 până la 7 zile însorite pe lună și condiții de îngheț aproape zilnice, chiar și pe văi. Precipitațiile solide sunt mai rare pe Șhara decât pe ceilalți munți din Caucazul Mare, zăpada dispărând aproape complet între lunile iunie și octombrie. Vântul bate aproape exclusiv dinspre sud-vest, dinspre Marea Neagră. Cele mai puternice vânturi apar iarna și pot depăși 50 km/h.
Regiunea georgiană Svaneția superioară, unde se află muntele Șhara, este afectată de schimbările climatice. Conform datelor colectate de Universitatea din Basel, temperatura medie la poalele muntelui Șhara a crescut de la -1,3°C în 1979 la 0,1°C în 2021. Ghețarul Șhara s-ar fi retras cu aproximativ 100 de metri în ultimul secol, acesta pierzând față de 1949 peste 42% din suprafață și acoperind în 2015 doar 3,55 km2:39.

## Rezervația naturală montană Kabardino-Balkaria
Rezervația naturală montană de stat Kabardino-Balkaria (în rusă Кабардино-Балкарский высокогорный государственный природный заповедник, transliterat: Kabardino-Balkarski vîsokogornîi gosudarstvennîi prirodnîi zapovednik) este situată în ecoregiunea pădurilor mixte din Caucaz (Caucasus mixed forests). Această ecoregiune este situată de-a lungul munților Caucaz, între Marea Neagră și Marea Caspică. Este caracterizată de unele dintre cele mai înalte niveluri de endemism și diversitate de specii din lume, respectiv 23% dintre speciile vasculare și 10% dintre vertebratele identificate la nivel global.
Înființată la 8 ianuarie 1976, rezervația naturală montană Kabardino-Balkaria acoperă o suprafață de 825,07 km2 și este înscrisă ca rezervație naturală strictă categoria Ia IUCN. Pe teritoriul acesteia se găsesc mai multe vârfuri cu înălțimi de peste 5.000 de metri, printre care Dîhtau (5.204 m), Șhara (5.193 m), Koștan-tau (în rusă Коштан-тау, 5.152 m). În rezervația naturală se regăsesc 256 de ghețari, dintre care 194 au o suprafață mai mare de 10 hectare. Ghețarii constituie sursa principală a numeroaselor ape curgătoare care străbat rezervația, cele mai importante fiind râurile Ceghem (în rusă Чегем), Cerek Bezengiiski (în rusă Черек Безенгийский), Cerek Balkarski (în rusă Черек Балкарский). Există și câteva izvoare de apă minerală.

## Floră
Schimbările bruște de altitudine care caracterizează zona montană creează, la rândul lor, centuri distincte de vegetație. Pădurile se găsesc în cele mai joase zone, flora subalpină poate fi întâlnită până la altitudini de 2.600 de metri, flora alpină se întinde între 2.400 și 3.700 de metri, vegetația subnivală între 3.300 și 3.700 de metri, iar cea nivală peste 3.700 de metri. Pinii (Pinus sosnowskyi) și mestecenii (Betula raddeana, Betula litwinowii, Betula pendula) domină pădurile. La altitudini mai înalte, mestecenii devin mai scunzi și mai noduroși, până când, la aproximativ 2.400 de metri, fac loc unor câmpuri dense de rododendron caucazian (Rhododendron caucasicum). Alți arbuști care umplu pădurile includ călinul (Viburnum opulus), socul negru (Sambucus nigra), alunul (Corylus avellana), măceșul (Rosa canina) și specia locală de sorb (Sorbus torminalis var. caucasica). Cătina (Hippophae rhamnoides) din valea Balkarskaia de Est este considerată o comoară naturală a Kabardino-Balkariei.

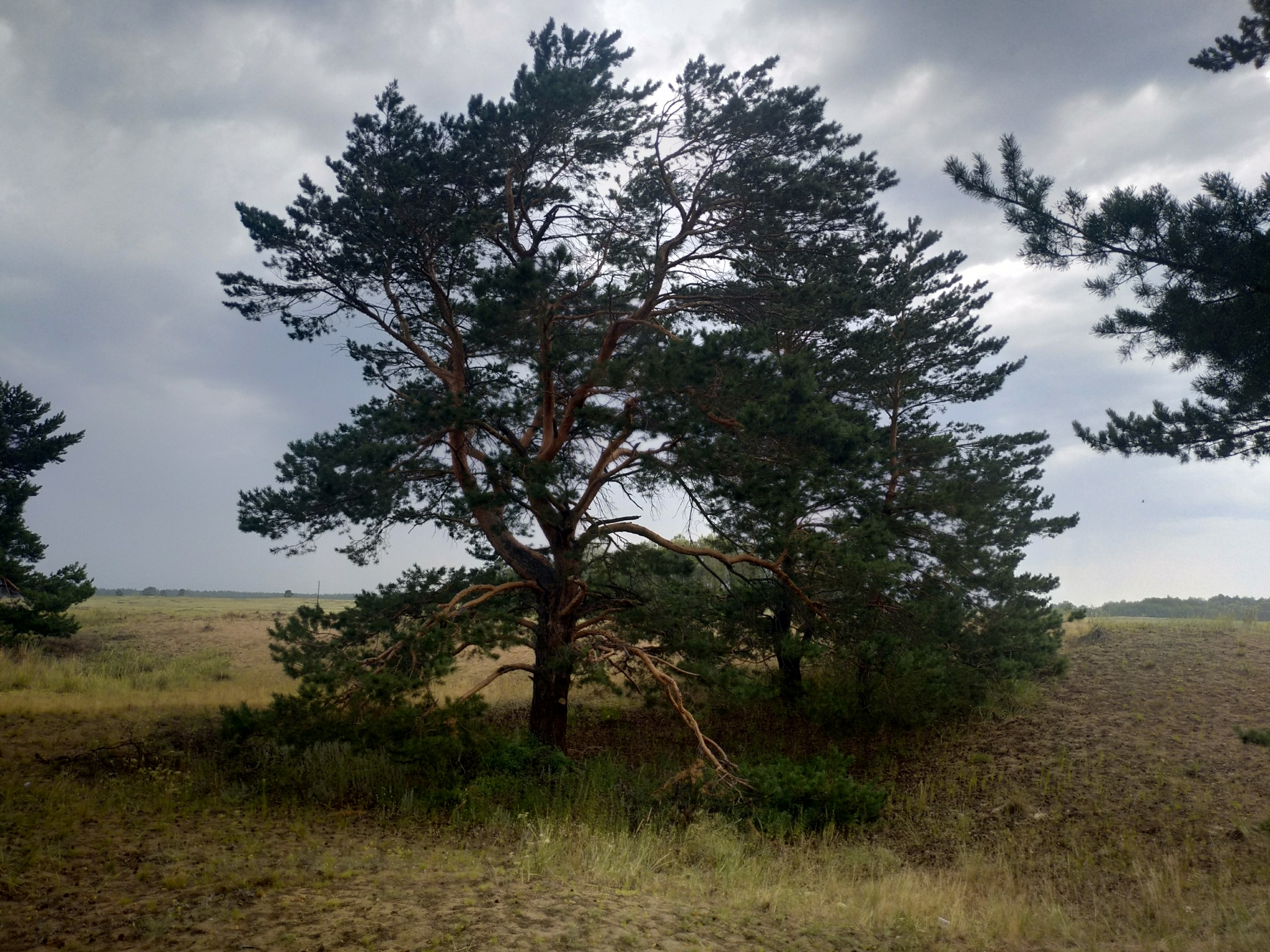
Pin de pădure (Pinus sosnowskyi)
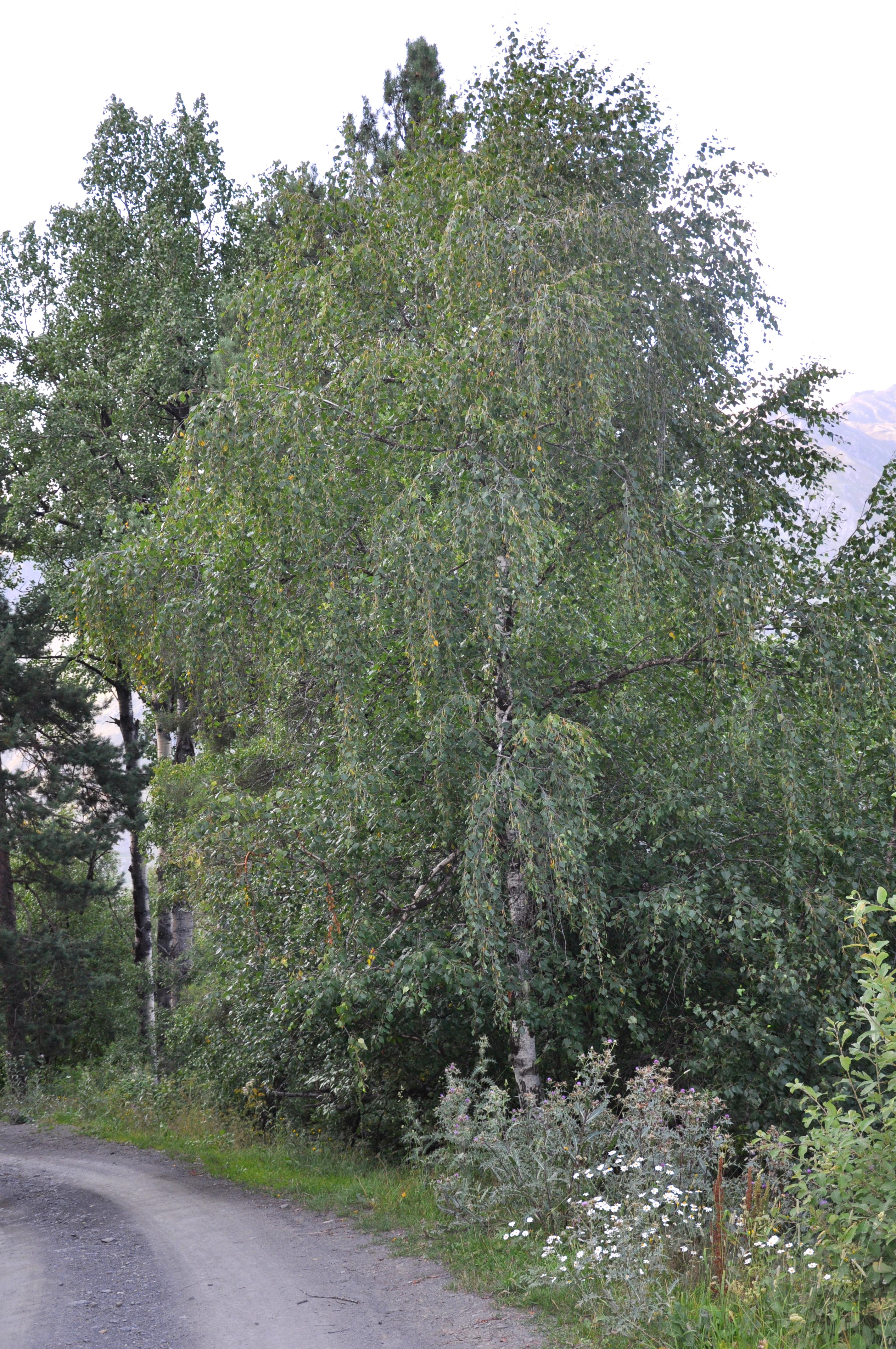
Mesteacăn Radde (Betula raddeana)
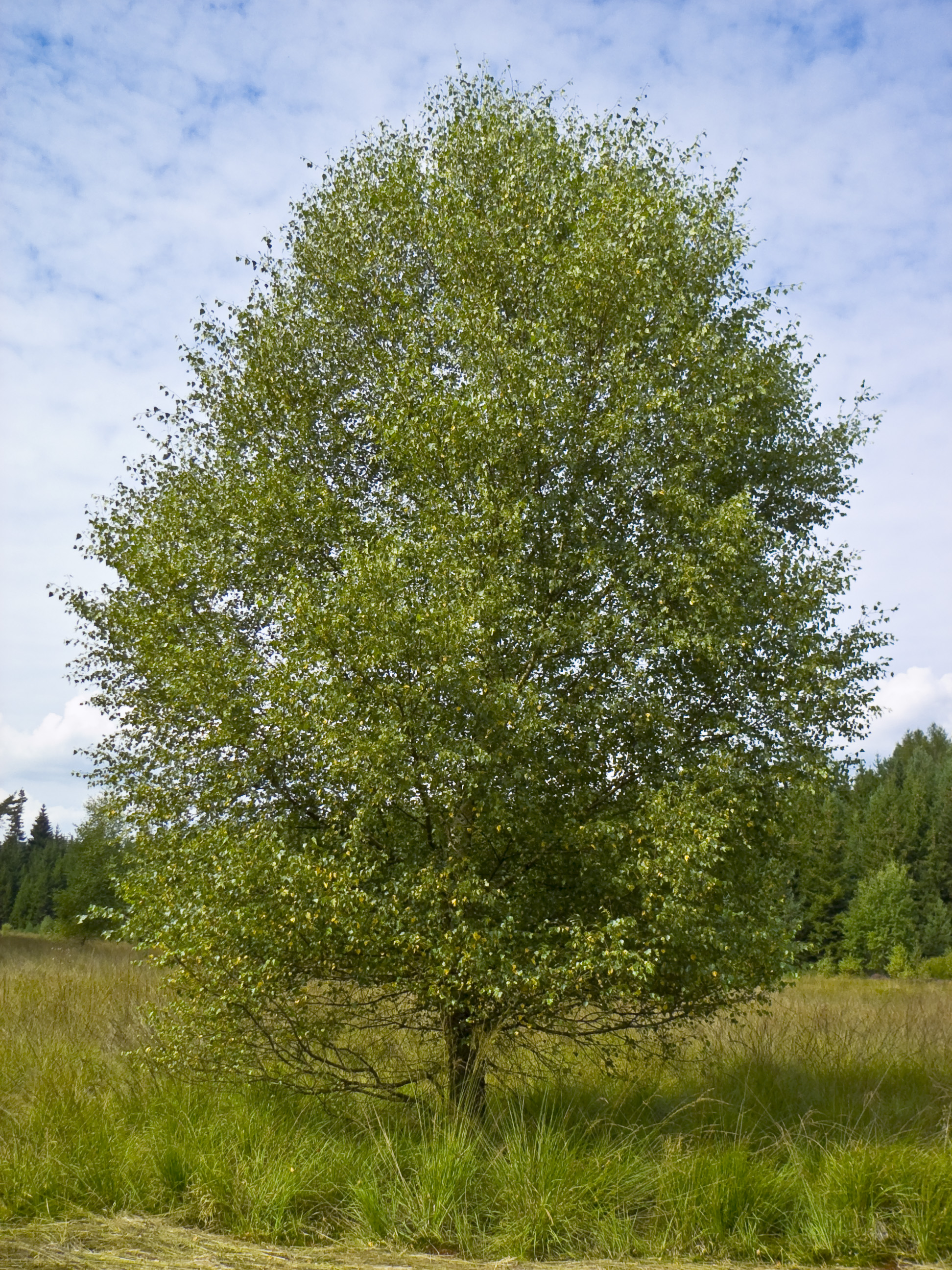
Mesteacăn alb (Betula litwinowii)
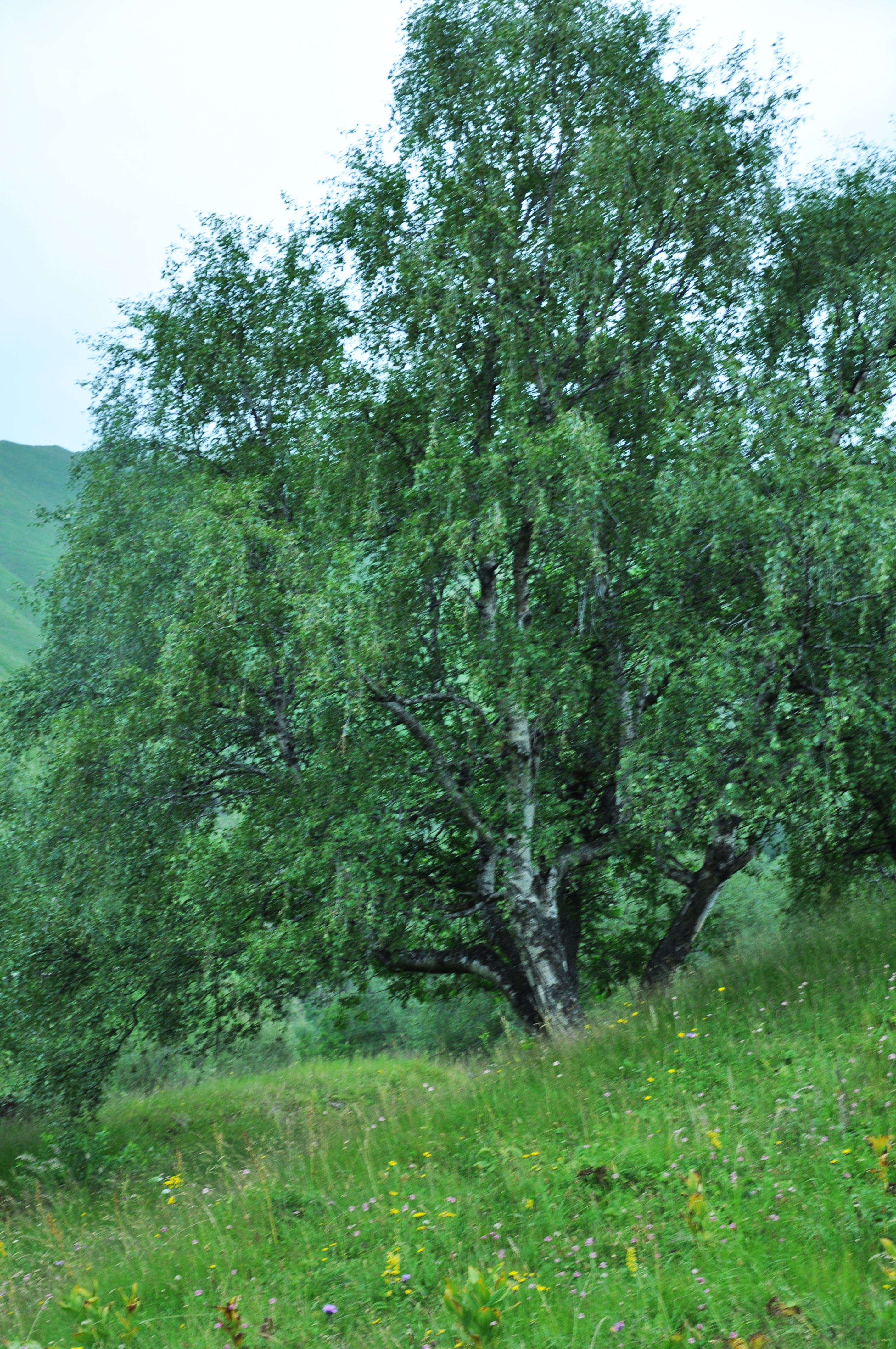
Mesteacăn argintiu (Betula pendula)
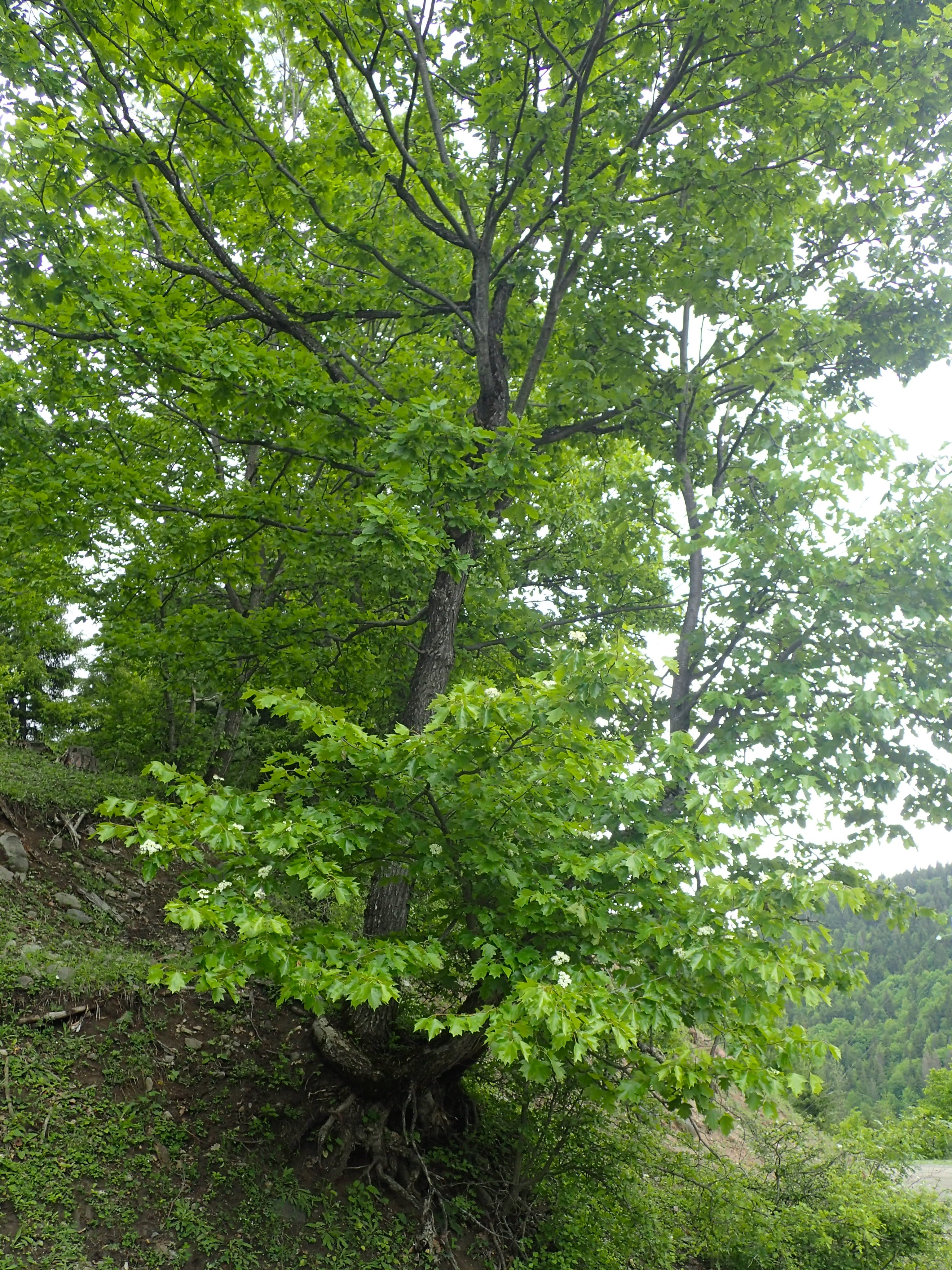
Sorb (Sorbus torminalis)
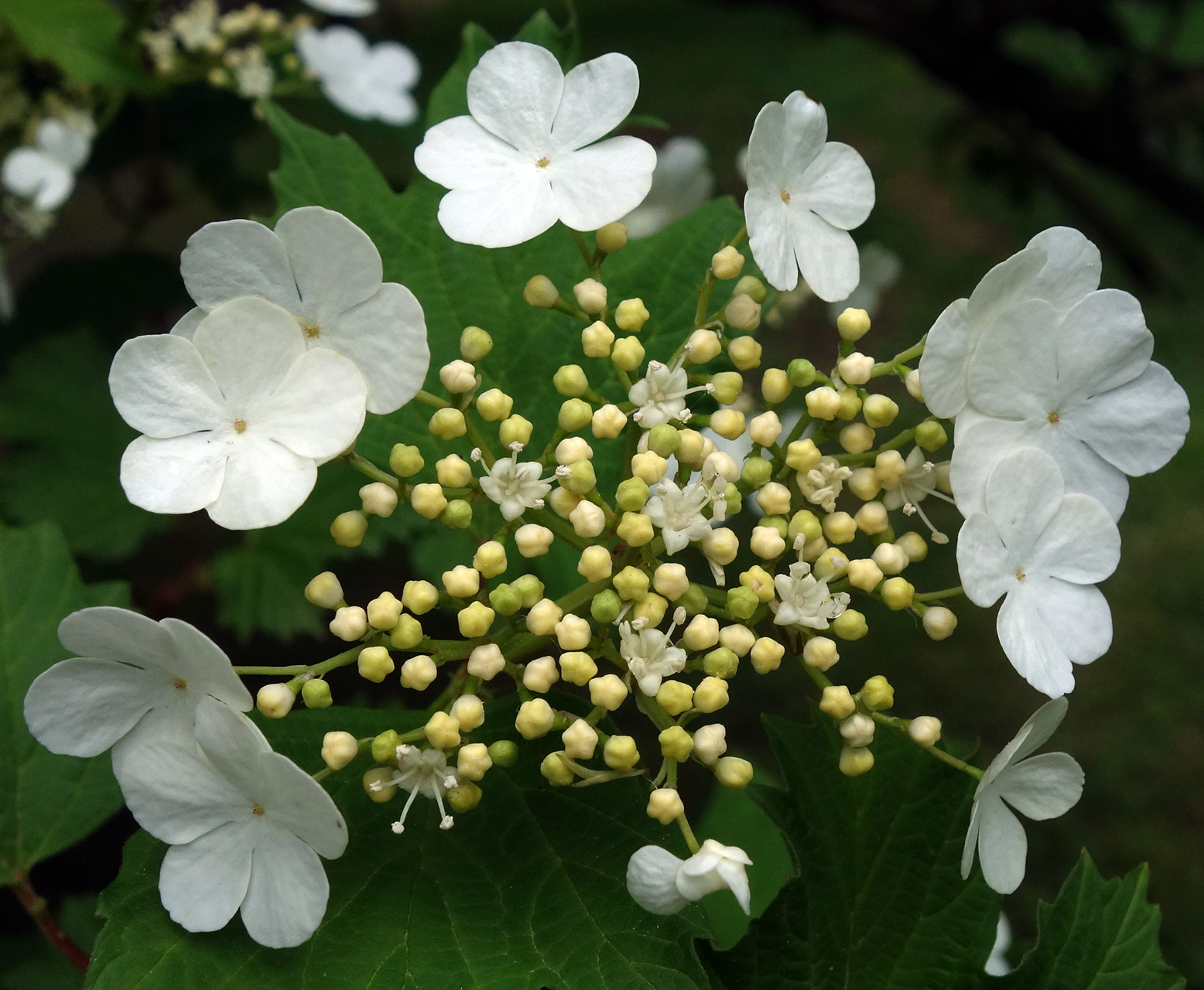
Călin (Viburnum opulus)
Rododendron caucazian
(Rhododendron caucasicum)

În centura subalpină, se găsesc mai multe specii de păiuș (Festuca varia, Festuca ovina, Festuca sulceta) care domină pajiștile cu iarbă înaltă. Mai sus, în centura alpină, pajiștile sunt acoperite cu rogoz (Carex oreophila, Carex hirta, Carex tristis, Carex humilis, Carex capitata, Carex tenuiflora) și vițelar (Anthoxanthum odoratum). Flora include primulacee (Primula ruprechtii, Primula algida), coadă de pisică alpină (Phleum alpinum), nu-mă-uita (Myosotis alpestris). În pajiștile mai reci, merișorul (Vaccinium vitis-idaea), afinul (Vaccinium myrtillus), precum și speciile locale argințică (Dryas caucasica) și crețișoară (Alchemilla caucasica) cresc pe straturile groase de mușchi și licheni:25.

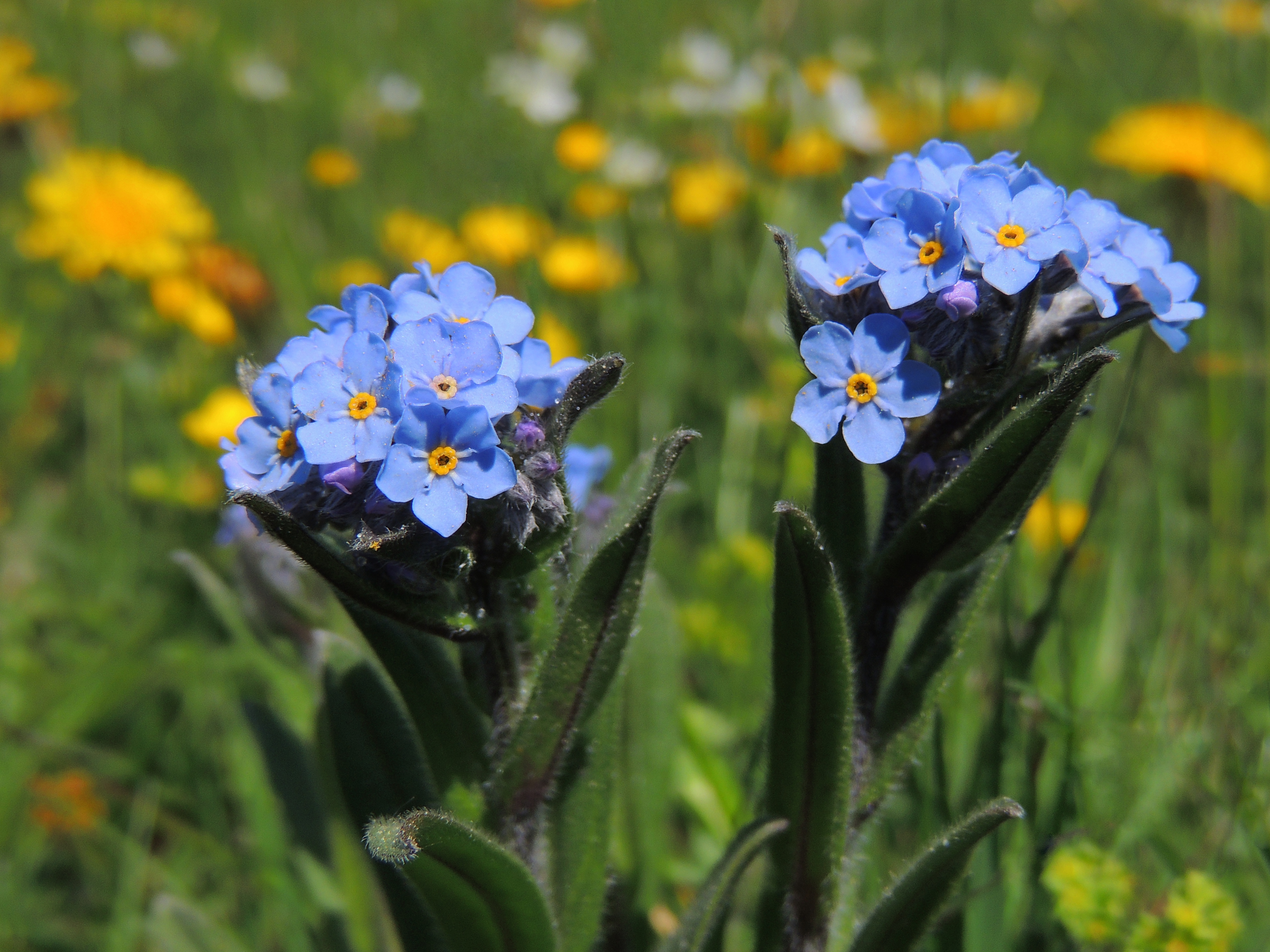
Nu-mă-uita (Myosotis alpestris)
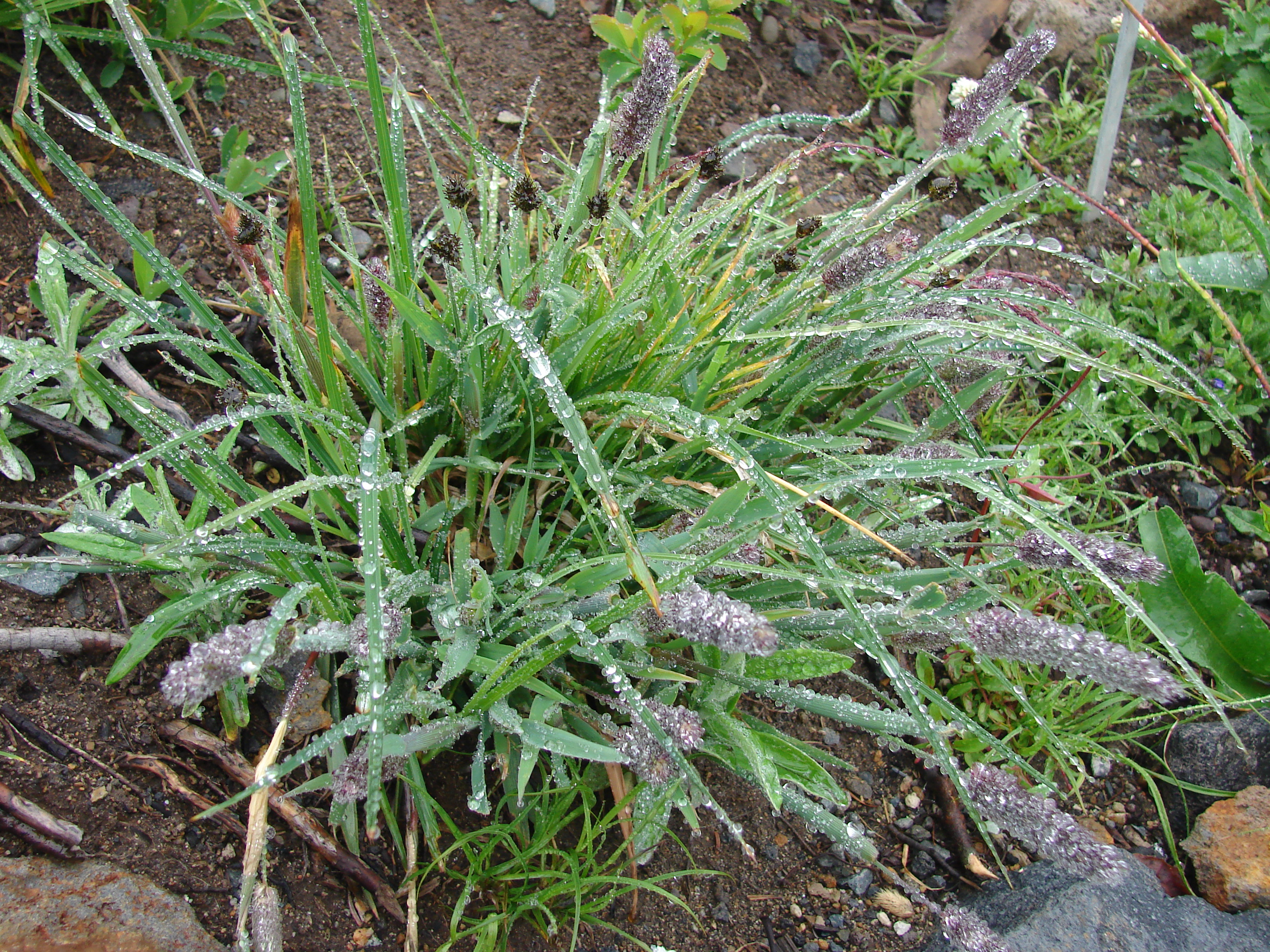
Coadă de pisică alpină (Phleum alpinum)
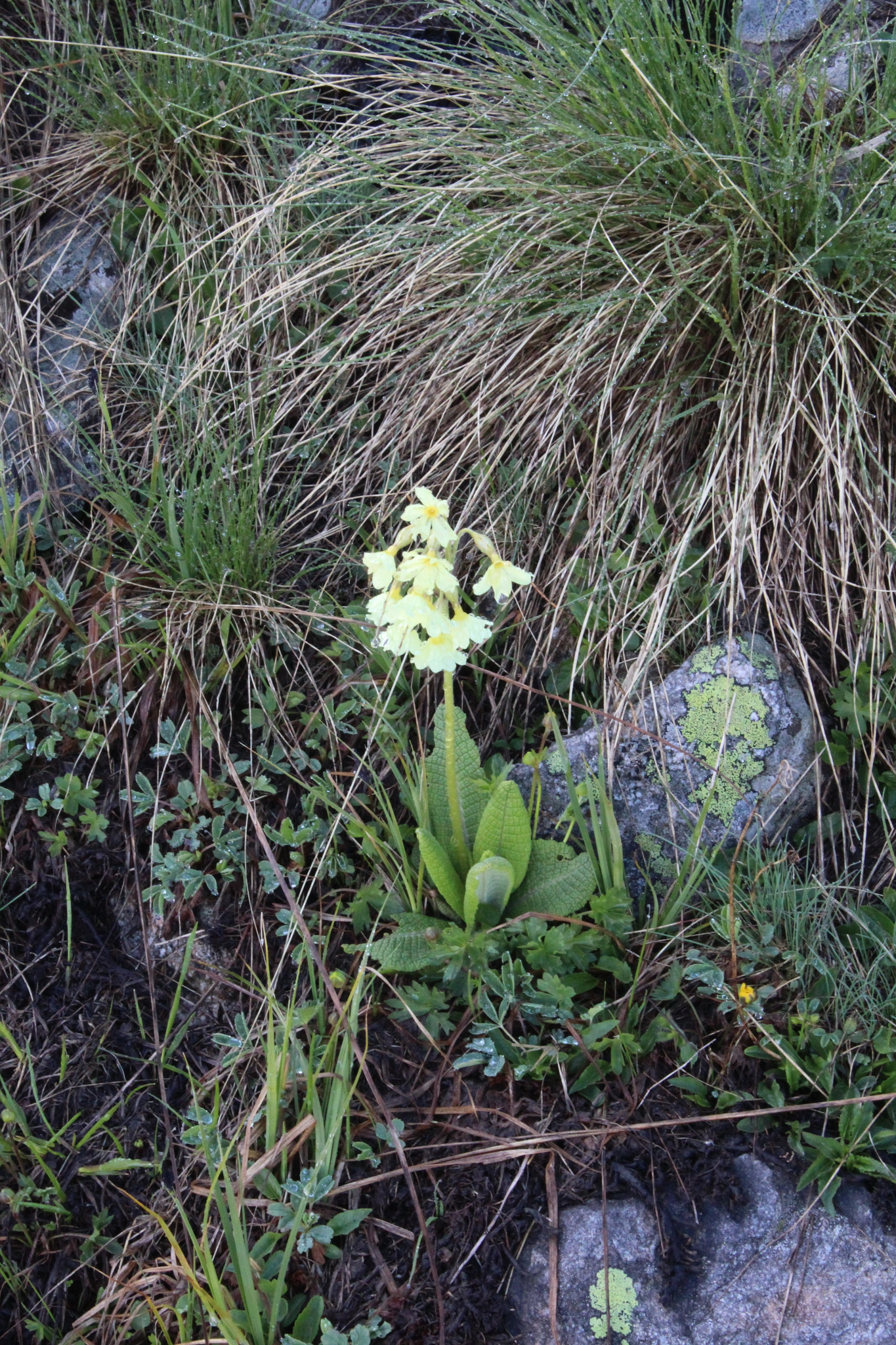
Primula (Primula ruprechtii)
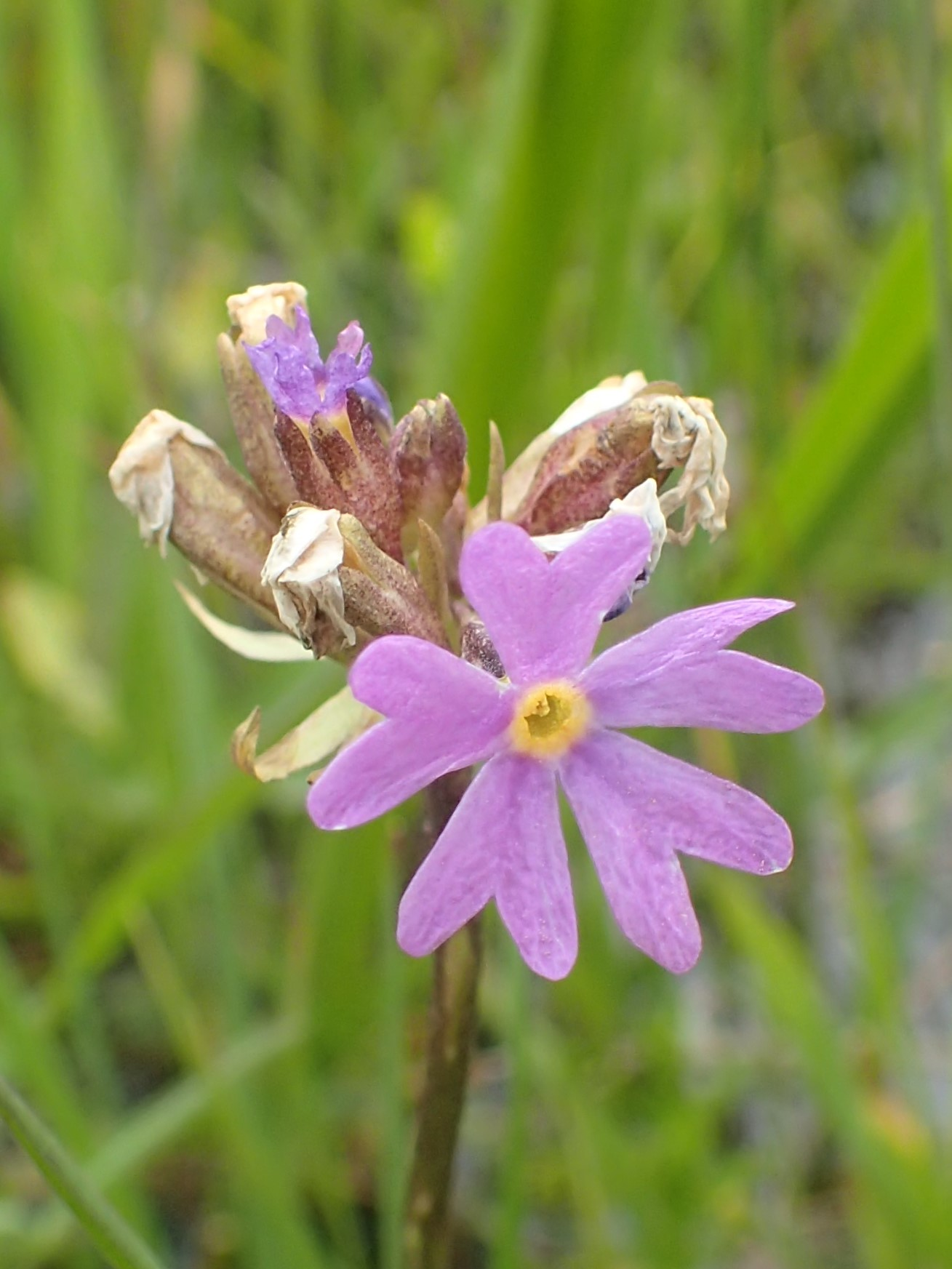
Primula (Primula algida)
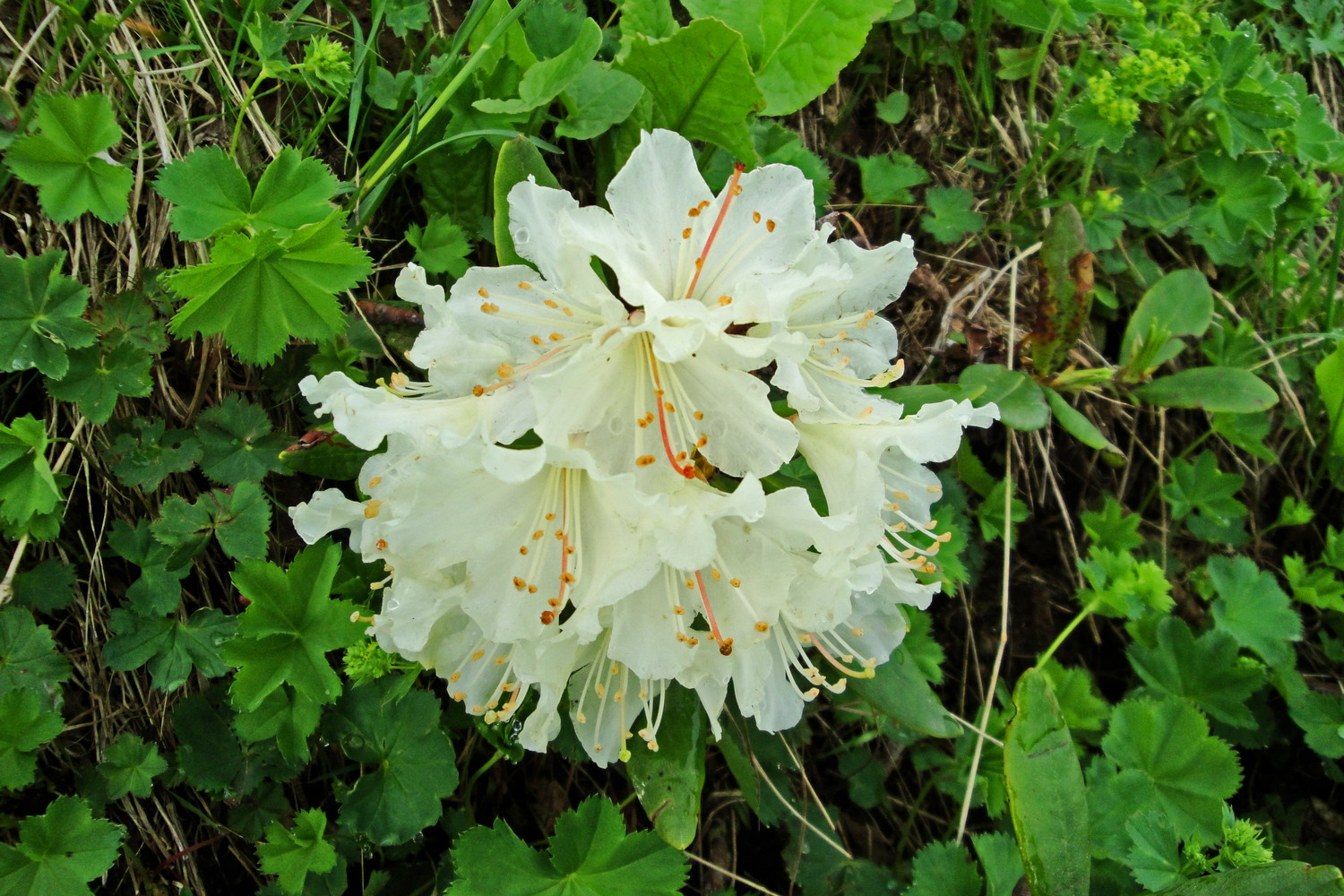
Crețișoară (Alchemilla caucasica)
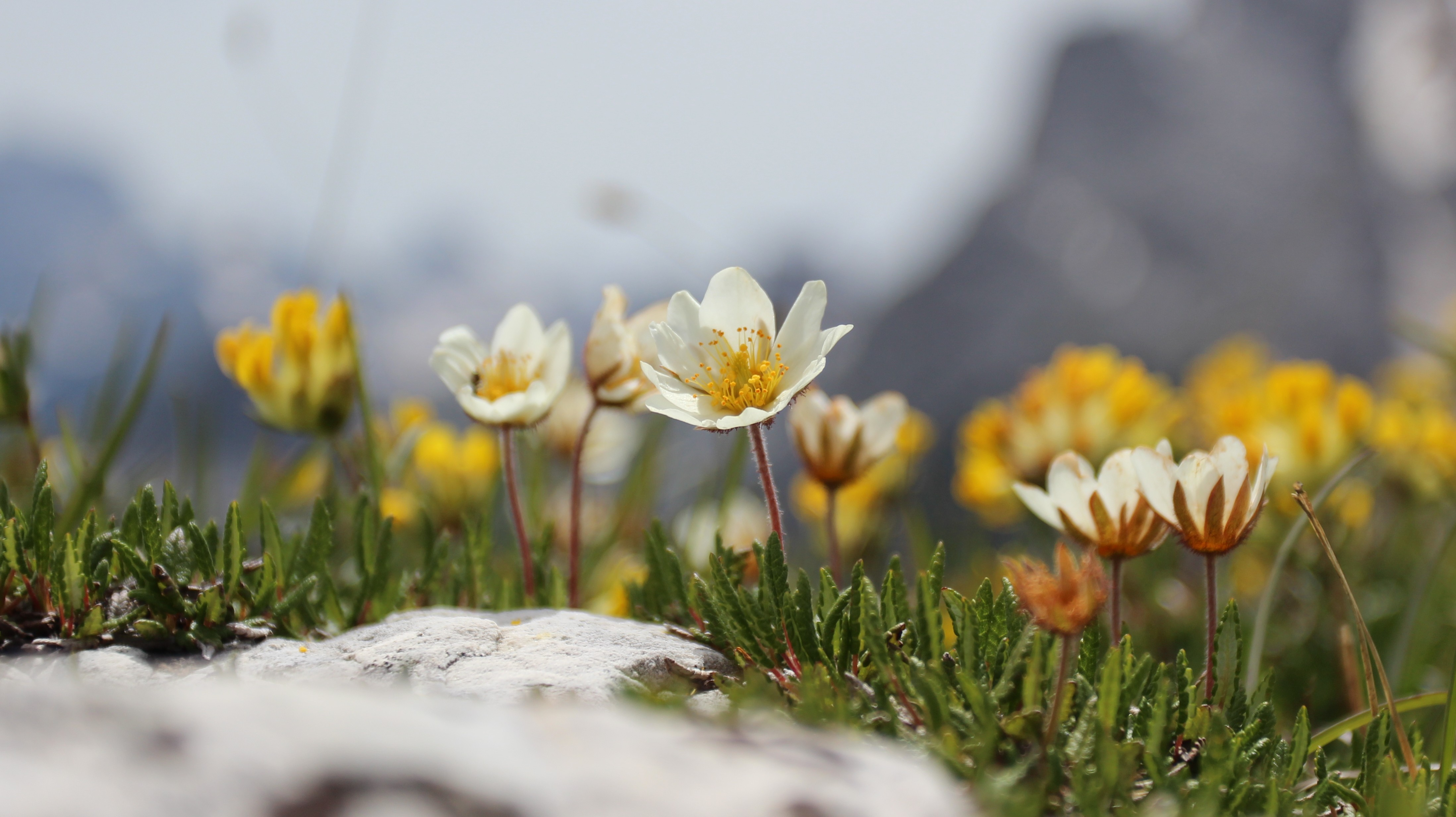
Argințică
(Dryas octopetala)

În centura alpină, comunitățile de plante constau din mușchi, licheni și ierburi precum câteva specii de rogoz (Kobresia schoenoides, Kobresia persica, Kobresia capillifolia) și păiuș (Festuca ovina), dar și specii locale de Viola (Viola montana) și Antennaria (Antennaria caucasica). Puține plante supraviețuiesc în centura subnivală agațându-se de stâncile golașe, precum speciile locale de veronică (Veronica gentianoides), saxifragă (Saxifraga carinata, Saxifraga dinniki, Saxifraga columnaris), o specie de roză (Potentilla crantzii), clopoței (Campanula tridens, Campanula glomerata, Campanula colina, Campanula besenginica), crucifere (Draba elisabethae, Draba longisiligua), dulcișor (Hedysarum caucasicum) și urechelniță (Sempervivum pumilum). La altitudini mai înalte, doar câteva pete izolate de licheni pot supraviețui printre zăpezile eterne ale centurii nivale.

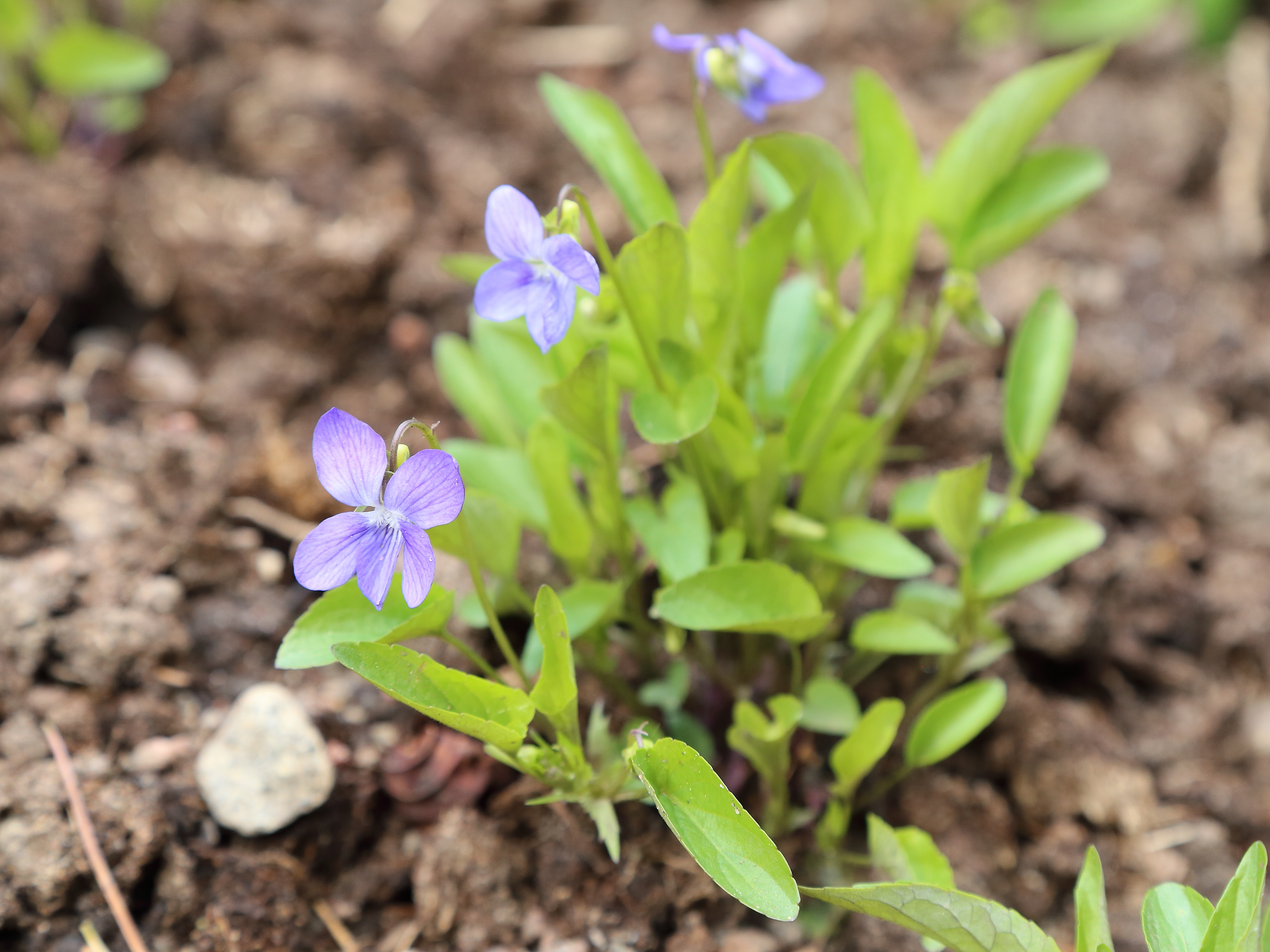
Viola (Viola montana)
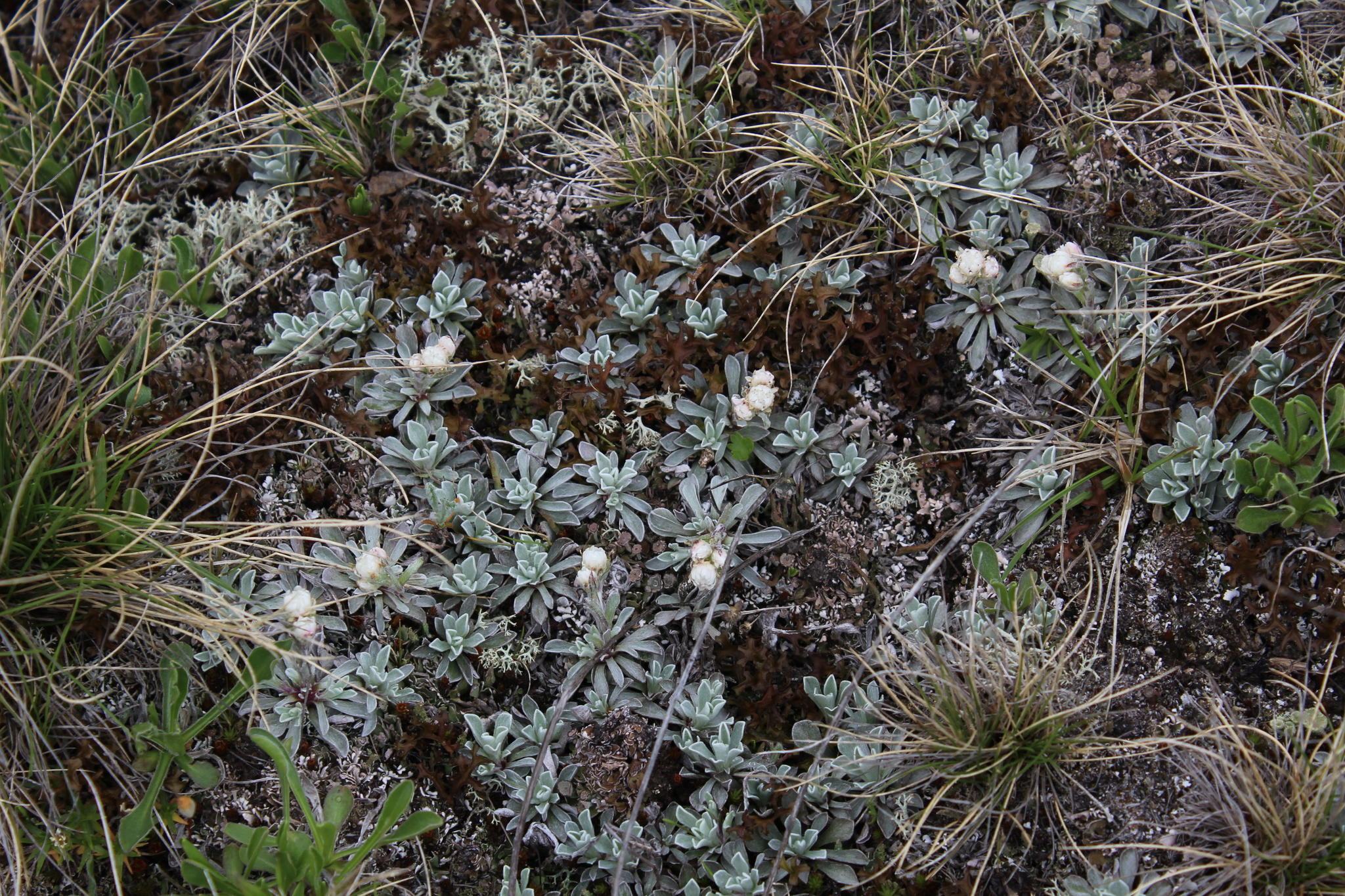
Antennaria (Antennaria caucasica)
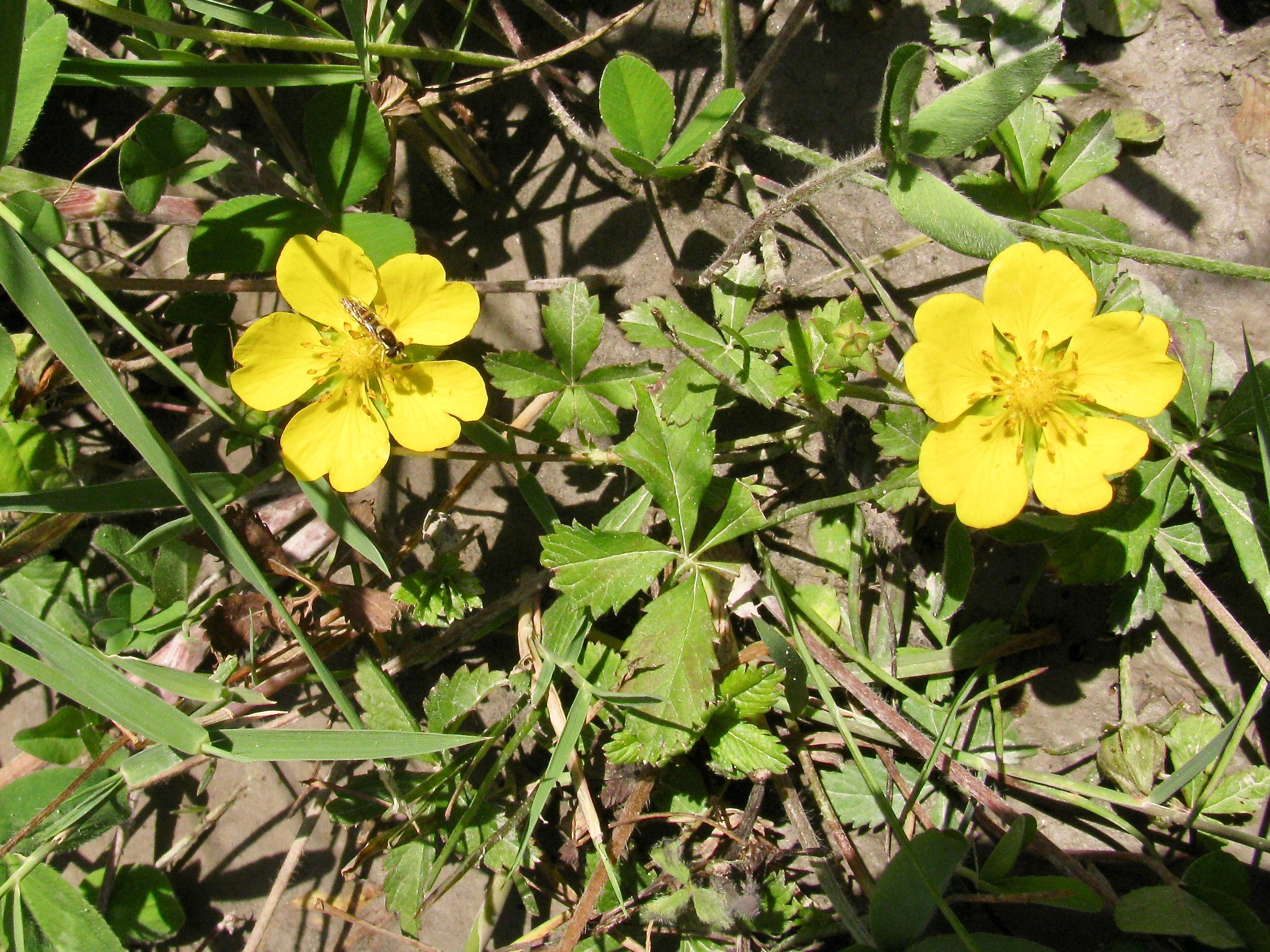
Potentilla (Potentilla crantzii)
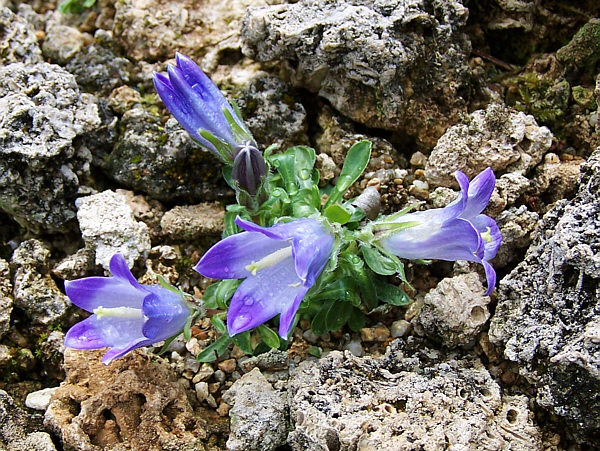
Clopoțel (Campanula tridens)
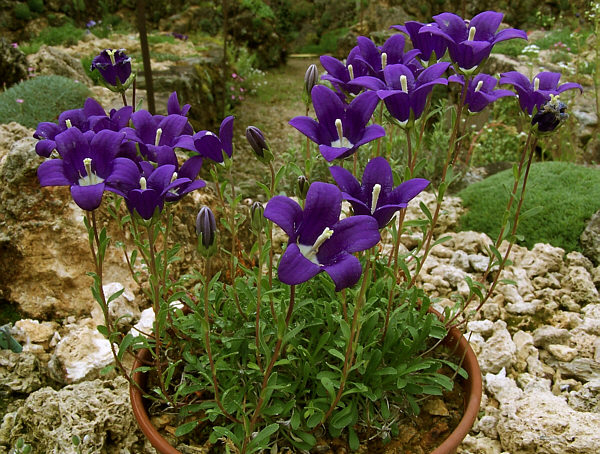
Clopoțel
(Campanula bessenginica)

## Faună
La altitudini ridicate, puține animale pot supraviețui în condiții atât de severe. Printre acestea se evidențiază capra caucaziană, (Capra caucasica) și capra de Daghestan (Capra cylindricornis), specii perfect adaptate la pantele stâncoase abrupte, pajiștile alpine, ghețarii și zăpezile abundente din zona montană. În total, peste 5.000 de exemplare trăiesc în Rezervația naturală montană Kabardino-Balkaria. De asemenea, poate fi găsită și o capră de munte originară din Caucaz, capra neagră caucaziană (Rupicapra rupicapra caucasica), dar numărul de exemplare este mai redus. Dintre carnivore, se regăsesc două subspecii de urs brun, Ursus arctos meridionalis și Ursus arctos caucasicus, râsul eurasiatic (Lynx lynx) și ocazional lupul (Canis lupus), vulpea roșcată (Vulpes vulpes), pisica sălbatică (Felis silvestris), viezurele (Meles meles), jderul de piatră (Martes foina), jderul de copac (Martes martes), hermina (Mustela erminea) și nevăstuica (Mustela nivalis), iar dintre rozătoare șoarecele de Daghestan (Microtus daghestanicus), șoarecele de zăpadă (Microtus nivalis), șoarecele de pădure (Apodemus sylvaticus), chițcanul caucazian (Sorex caucasica), șoarecele pigmeu caucazian (Sorex volnuchini) și veverița roșcată (Sciurus vulgaris). Pe pajiștile alpine și în pădurile montane se regăsesc iepuri (Lepus europaeus) și mistreți (Sus scrofa). 

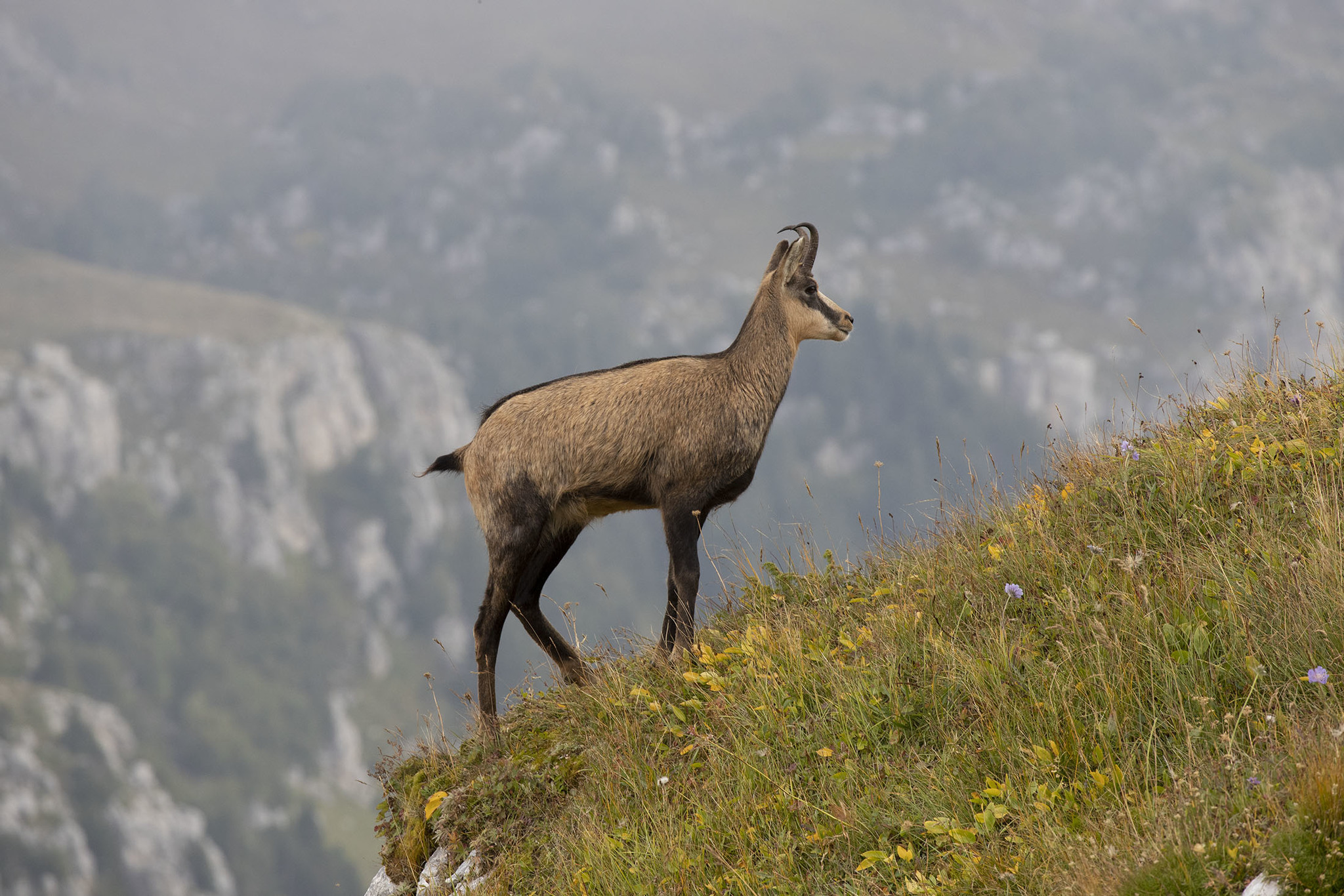
Capră neagră caucaziană (Rupicapra rupicapra caucasica)
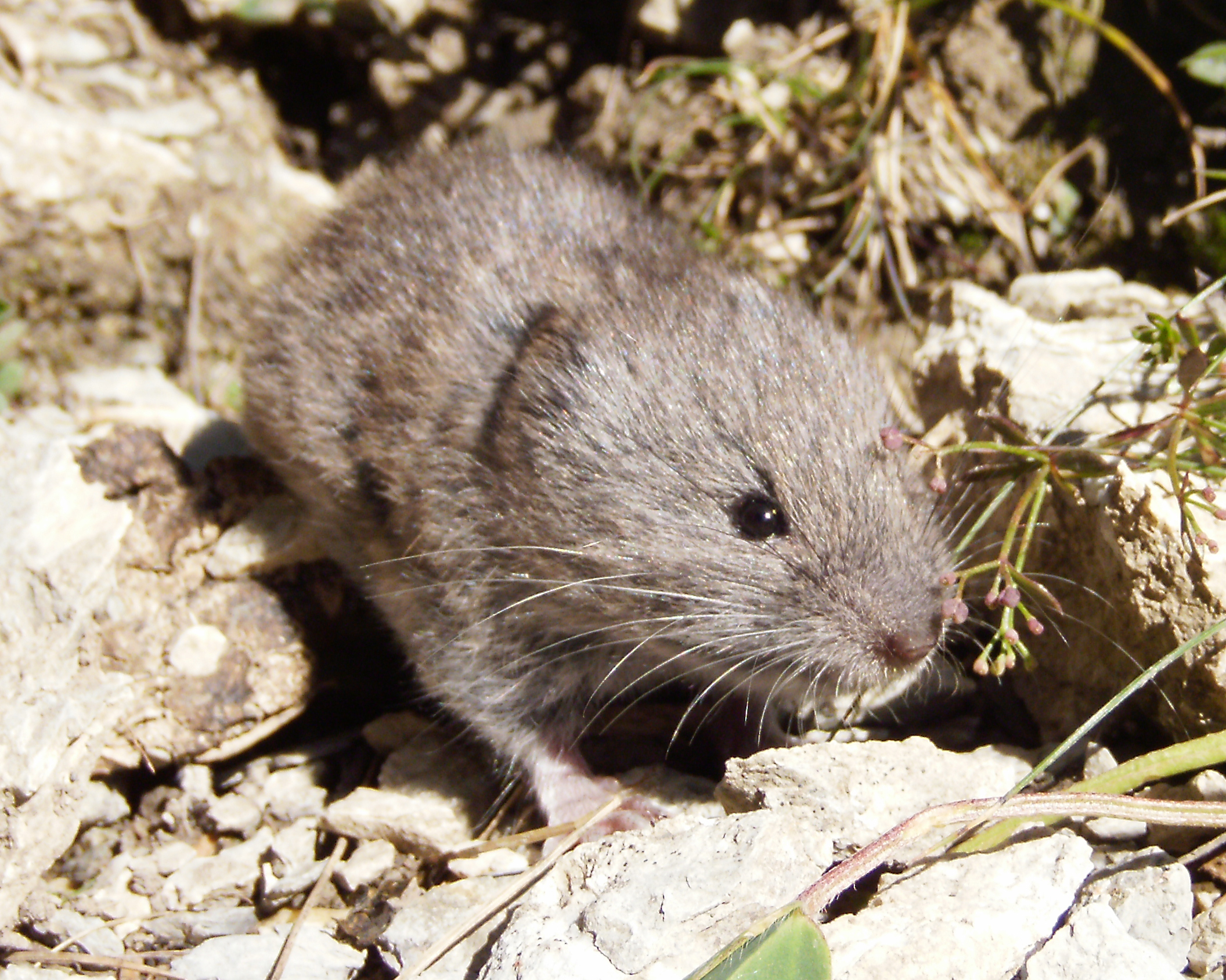
Șoarece de zăpadă (Microtus nivalis)
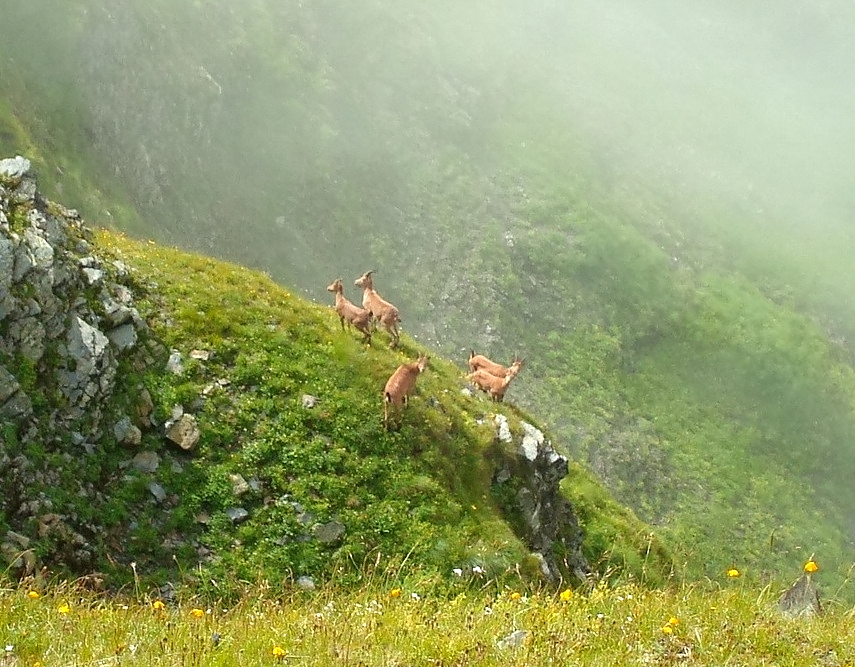
Capră caucaziană (Capra caucasica)
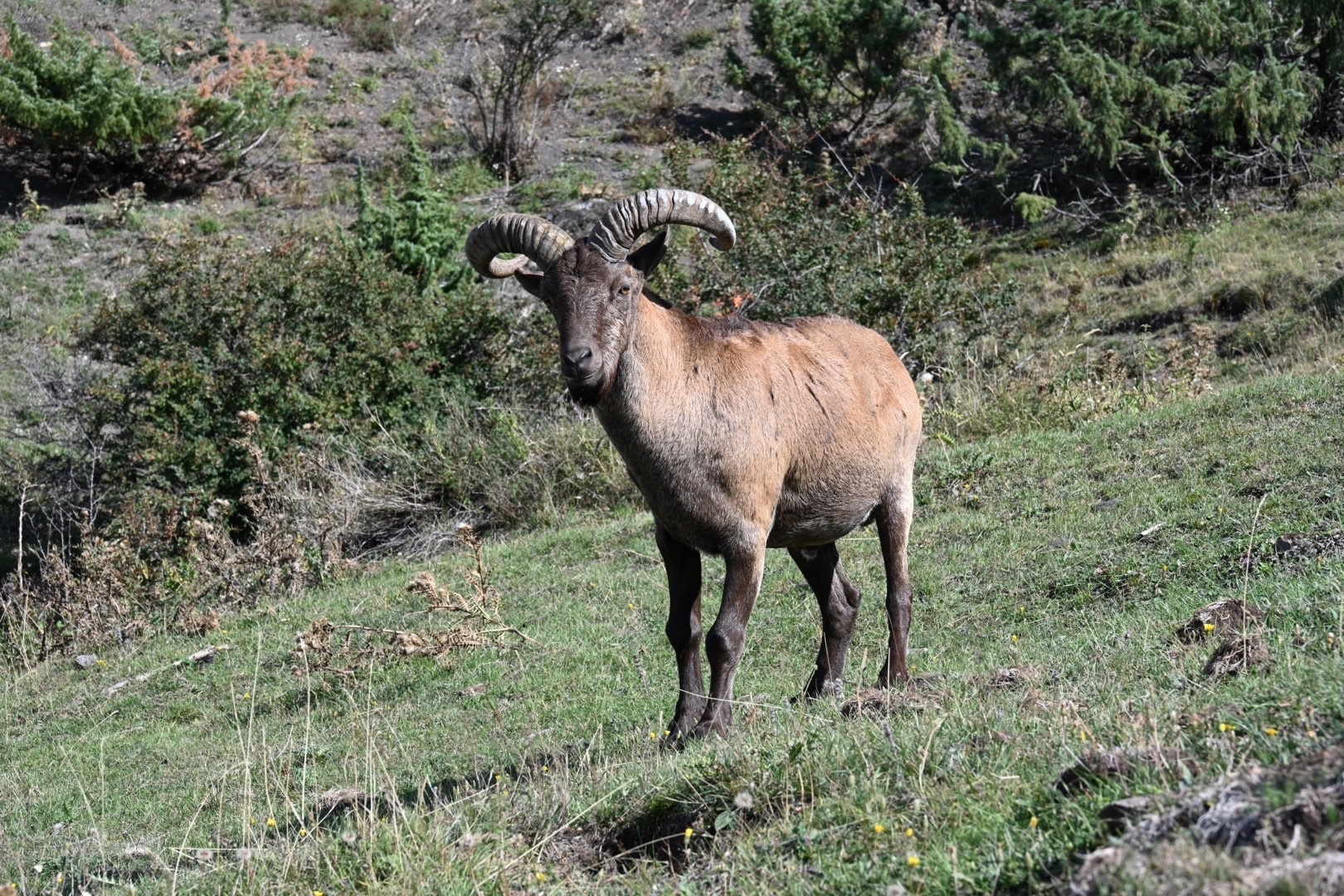
Capră de Daghestan (Capra cylindricornis)
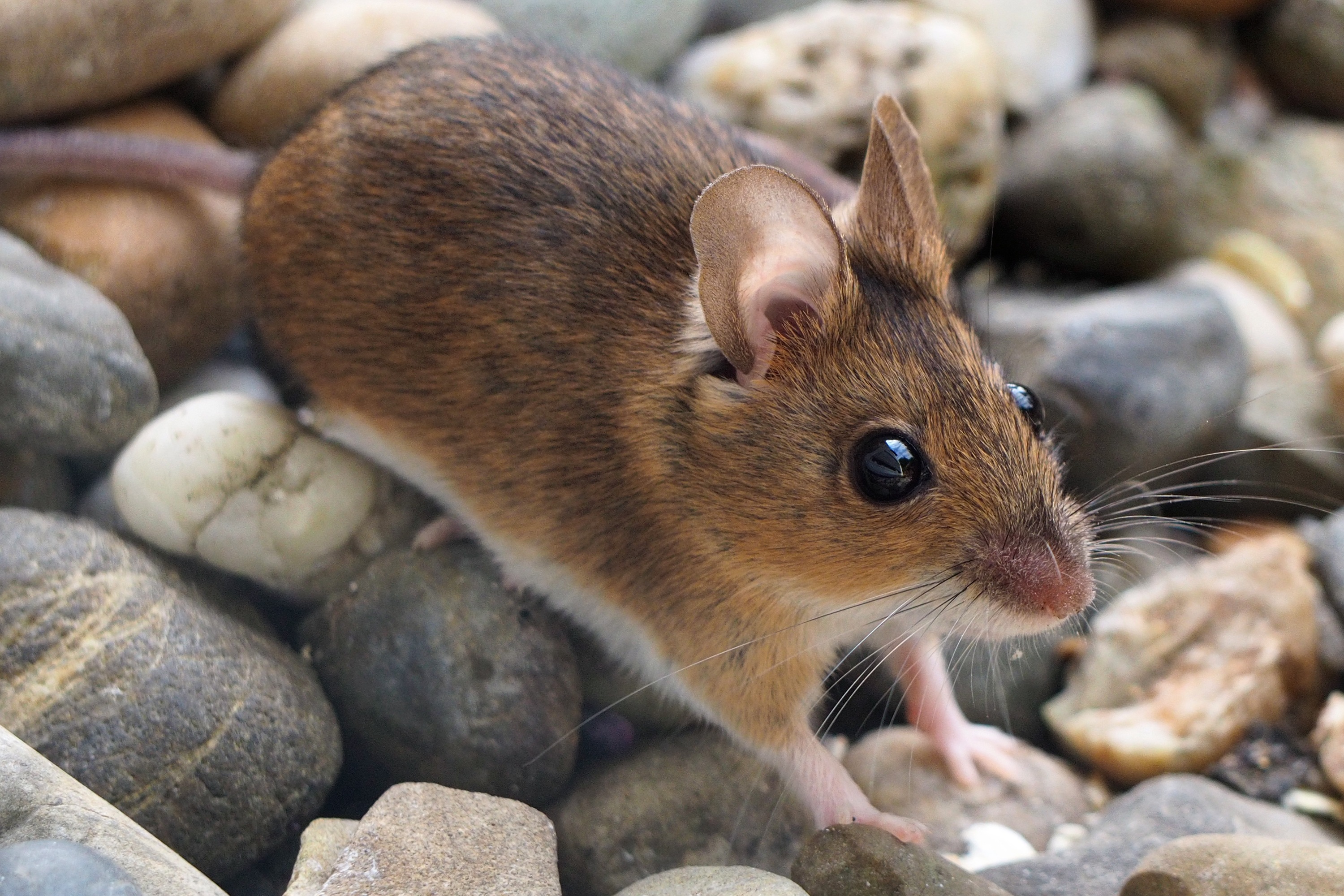
Șoarece de pădure
(Apodemus sylvaticus)

Dintre păsări, cocoșul negru caucazian (Lyrurus mlokosiewiczi) poate fi găsit în zonele subalpine. Cocoșul de zăpadă caucazian (Tetraogallus caucasicus) petrece cea mai mare parte a anului la altitudini mai mari, formând grupuri de 20 până la 30 de indivizi. Stancuța alpină (Pyrrhocorax graculus) și stăncuța de munte (Pyrrhocorax pyrrhocorax) formează și ele stoluri mari de-a lungul stâncilor, iar în spațiile largi și deschise ale zonelor alpine se găsesc mugurarul asiatic (Carpodacus rubicilla) și brumărița de stâncă (Prunella collaris). În zonele împădurite se găsesc forfecuța (Loxia curvirostra), mugurarul (Pyrrhula pyrrhula) și mai multe specii de sturzi (Turdus). Omniprezentă este vrabia de stâncă (Petronia petronia). Printre păsările răpitoare se numără vulturul bărbos (Gypaetus barbatus), acvila de câmp (Aquila heliaca), șoimul călător (Falco peregrinus), acvila de munte (Aquila chrysaetos) și minunița (Aegolius funereus).
Dintre reptile, se găsesc șarpele de casă (Natrix natrix), vipera de stepă (Vipera ursinii), vipera caucaziană (Vipera kaznakovi), șopârla de stâncă (Lacerta saxicola) și șopârla apodă (Anguis fragilis), Dintre broaște, broasca de Caucaz (Rana macrocnemis), broasca râioasă verde (Bufo viridis) și o specie rară și endemică, broasca de pătrunjel caucaziană (Pelodytes caucasicus). O subspecie locală de păstrăv brun (Salmo trutta morpha fario) populează apele curgătoare de altitudine. În trecut, muntele era cutreierat și de leoparzi (Panthera pardus), dar aceștia au nu mai fost observați din 1982.

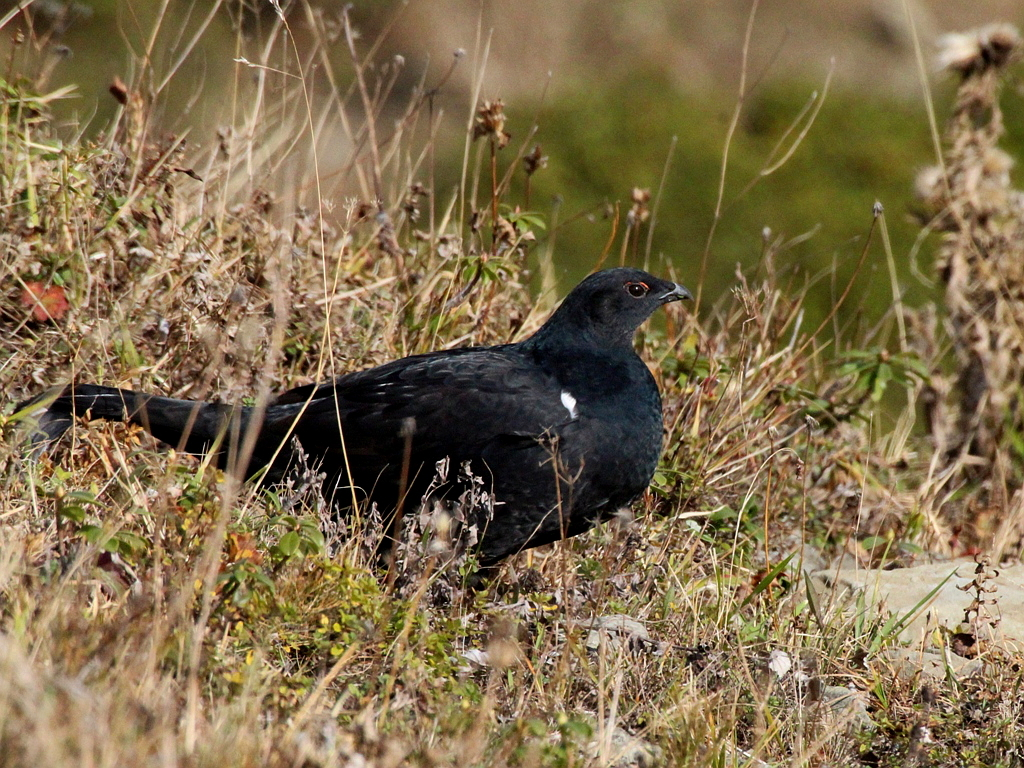
Cocoș negru caucazian (Lyrurus mlokosiewiczi)
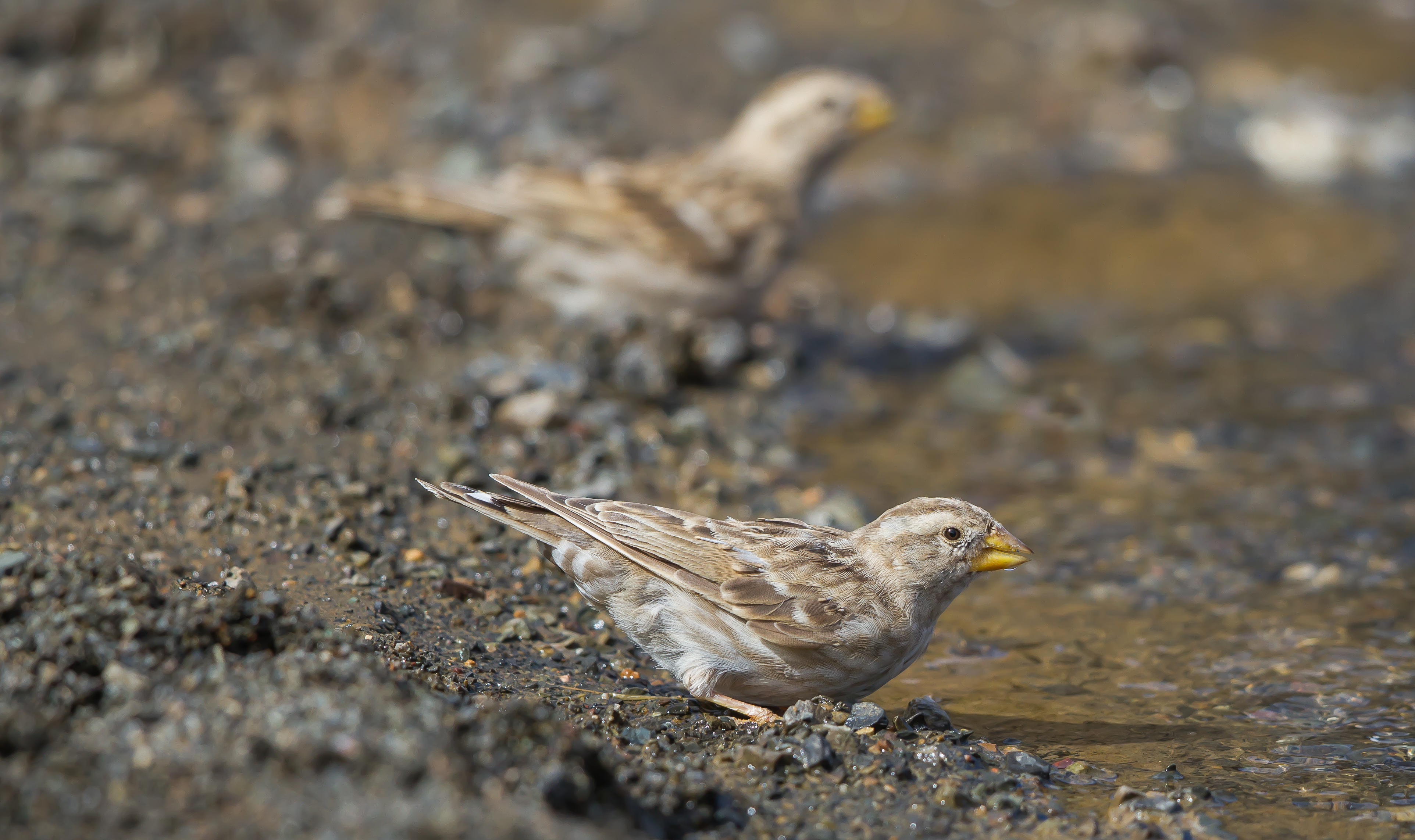
Vrabie de stâncă (Petronia petronia)
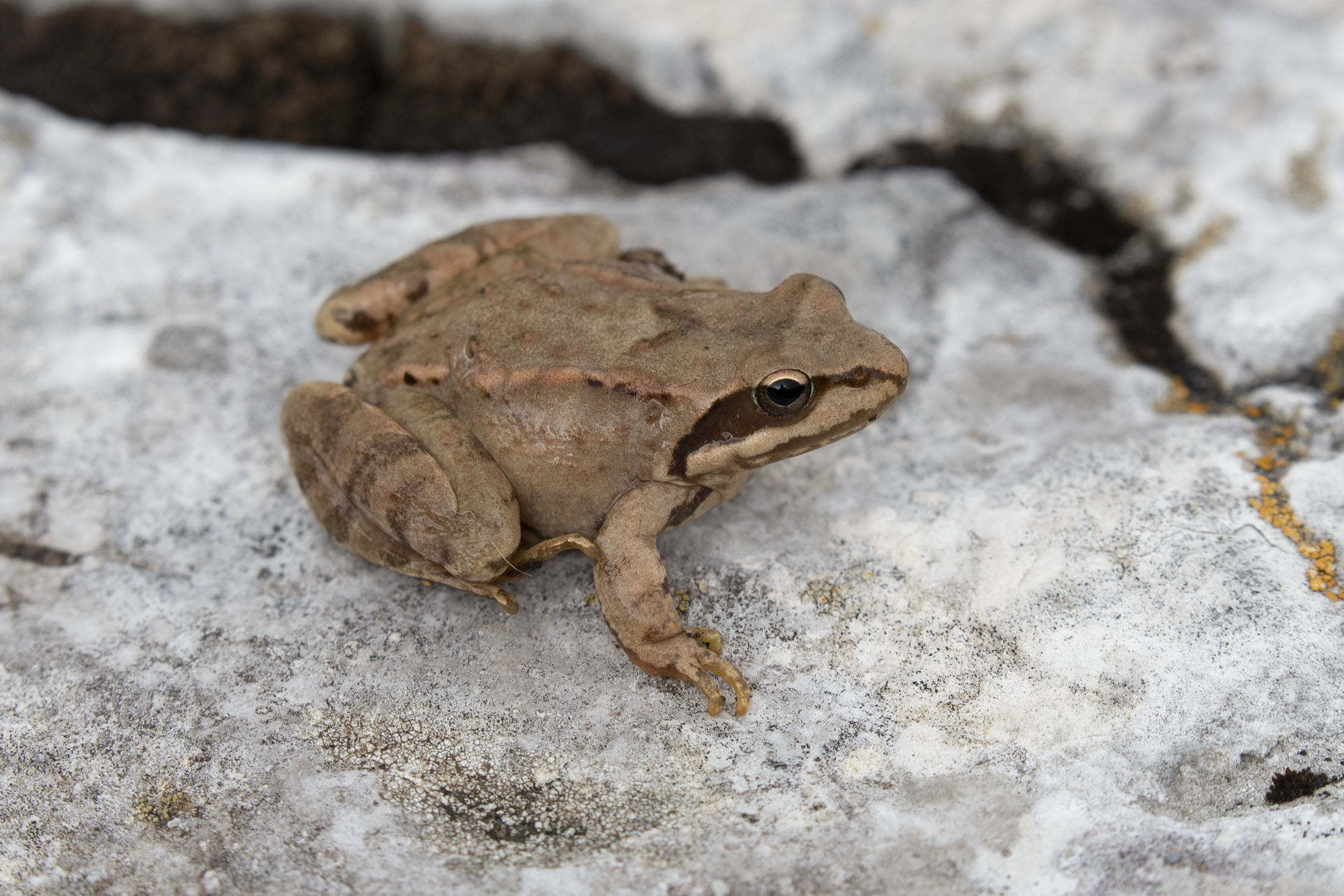
Broască de Caucaz (Rana macrocnemis)
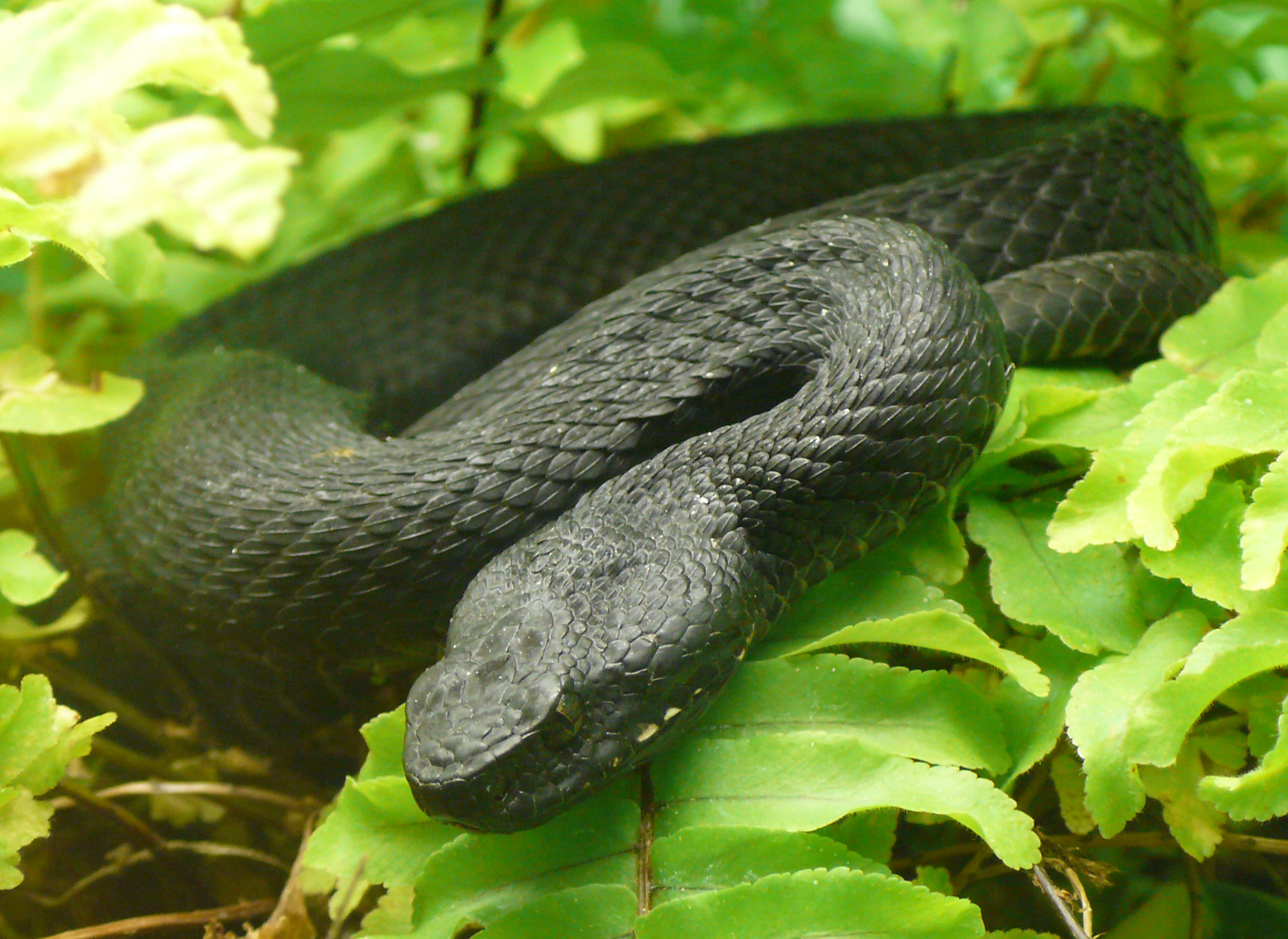
Viperă caucaziană (Vipera kaznakovi)
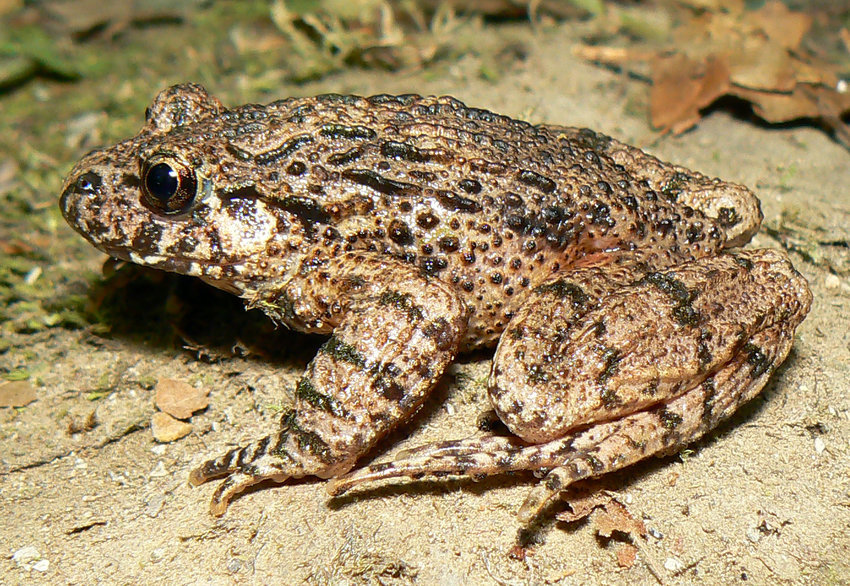
Broască de pătrunjel caucaziană
(Pelodytes caucasicus)

## Istoric

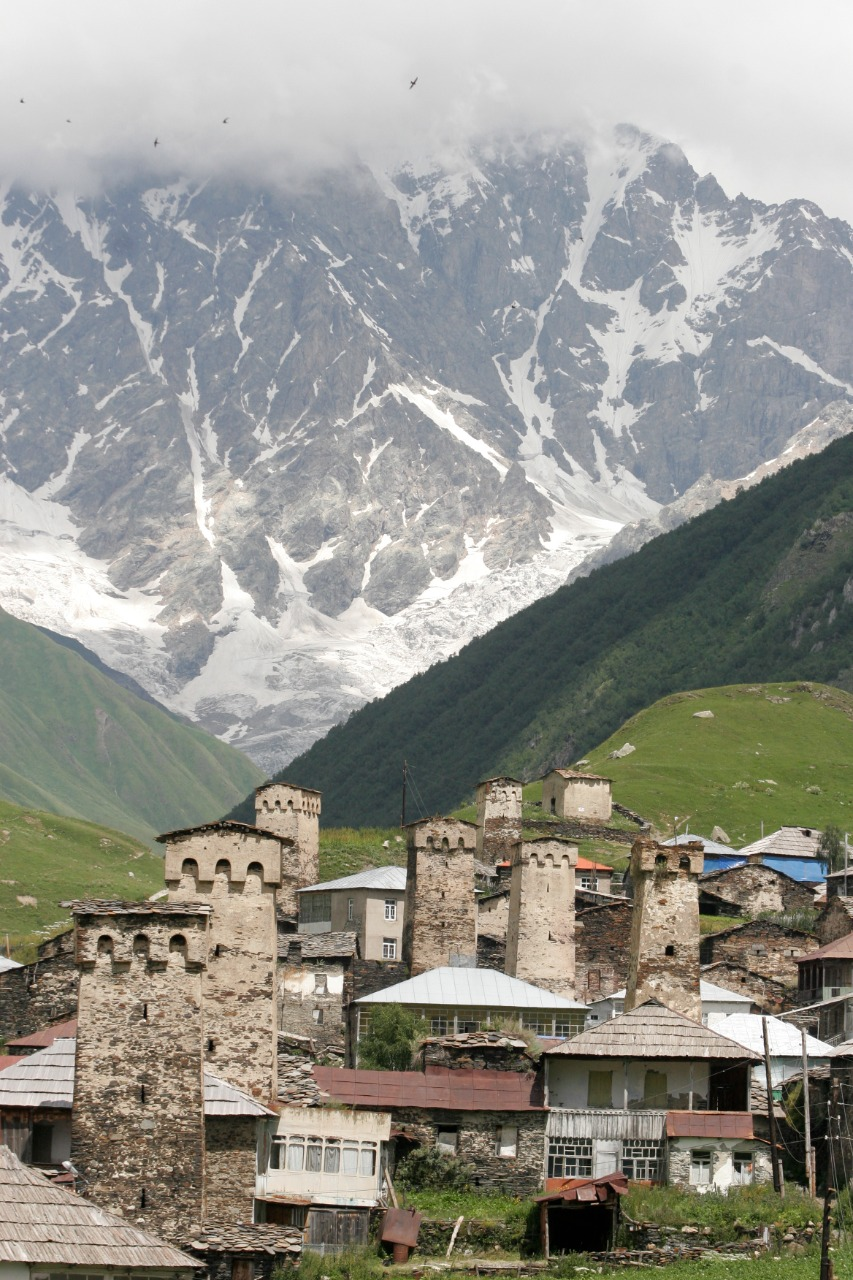
Satul Jibiani din comunitatea Ușguli

Muntele Șhara este situat între Georgia (versantul sudic) și Federația Rusă (versantul nordic). Deși nu a fost semnat niciun tratat bilateral între cele două țări de la proclamarea independenței lor în anul 1991, statutul muntelui nu este contestat, acesta fiind parte a graniței naturale dintre regiunea georgiană Svaneția și Caucazul de Nord din Rusia. Partea rusă a muntelui este inclusă în rezervația naturală montană Kabardino-Balkaria, o zonă protejată care se întinde pe mai mult de 82.000 de hectare, iar pentru accesul în zona liniei de frontieră este necesar un permis special eliberat de autoritățile locale. Pe partea georgiană, accesul la muntele Șhara este liber. În 2015, un studiu al Universității Tehnice din Georgia a propus introducerea unei taxe de acces pe munte, pentru a conserva mediul local și a crește veniturile din turism:119.
Cea mai apropiată localitate la nord de munte este satul Bezengi, care se află la o distanță în linie dreaptă de 27 de kilometri față de Șhara. Mult mai aproape de munte se găsește comunitatea Ușguli, un grup de sate din Svaneția Superioară. Dintre aceste sate, Jibiani este cel mai apropiat, fiind situat la doar 7-8 kilometri de ghețarul Șhara. Membrii comunității continuă să folosească resursele muntelui în viața de zi cu zi: Lalhoraș:169 (în georgiană ლალხორაშ), Jibe Diș:439 (în georgiană ჟიბე დიშ) și Iarnici Nesga:420 (în georgiană ჲარნჷც ნესგა) sunt pășuni montane de la poalele muntelui, exploatate de săteni, în timp ce pârâul Namkuama Sgim (în georgiană ნამყუამა სგიმ), cunoscut pentru apa minerală acidulată, este folosit pentru a alimenta mici mori:382.
În ciuda dimensiunii sale impresionante și a proximității de comunitatea Ușguli (care a servit drept loc de vacanță pentru regii georgieni în secolul al XIII-lea), sursele istorice care menționează Șhara sunt aproape inexistente, abia la sfârșitul secolului al XIX-lea muntele fiind inclus pe hărțile oficiale ale Imperiului Rus. Muntele apare pentru prima dată în Descrierea Regatului Georgiei (în georgiană აღწერა სამეფოსა საქართველოსა, ზნენი და ჩვეულებანი საქართველოსანი) a țareviciului Vahuști (în georgiană ვახუშტი) în 1745, acesta din urmă vorbind despre „Radcha” din Caucaz ca fiind granița de est a Svaneției, de unde izvorăște principalul râu din regiune:411. În 1896, geologul francez Eugène Fournier a descris muntele ca fiind „total necunoscut” („universellement méconnus”):10.

### Prima ascensiune
În septembrie 1888, alpinistul englez John Garford Cockin și ghizii săi elvețieni Ulrich Almer și Christian Roth au devenit primii care au escaladat muntele Șhara și au atins vârful principal urcând pe creasta sa de nord-est:38-58, rută care rămâne și în prezent cel mai ușor traseu de escaladare a Zidului Bezengi dinspre bazinul ghețarului omonim.

### Alte ascensiuni
Nu s-au înregistrat alte expediții până în august 1930, când alpiniștii austrieci Huga Tomaschek și Will Müller au reușit o ascensiune pe creasta de nord. Prima traversare completă a Zidului Bezengi, de la Șhara la Lialver, a fost efectuată de austriecii Karl Poppinger, Karl Moldan și Sepp Schindlmeister în perioada 23-28 martie 1931. Acest traseu a fost încercat în 1932 de alpiniștii sovietici Evgheni și Vitáli Miháilovici Abalakov, care au reușit să cucerescă opt vârfuri ale Zidului înainte de a eșua în încercarea de a escalada vârful principal Șhara. Abia în 1933, o echipă de alpiniști sovietici din Leningrad a reușit să finalizeze traseul, pornind dinspre extremitatea estică și mergând către vest.
În 1940, un grup de alpiniști svani compus din Alek̕sandre Jap̕aridze, Goji Zurebiani și Beknu Hergiani a traversat 20 de vârfuri din Caucazul Mare, de la Macihaparas (în georgiană მაჩხაფარას) la Ailama (în georgiană აილამა), inclusiv Șhara. Hergiani, care a fost decorat cu Ordinul Războiului Patriotic în 1943 pentru înlăturarea drapelului Reich-ului german de pe Elbrus, a devenit primul care a urcat pe pintenul sudic al muntelui Șhara în 1950 împreună cu Visarion Hergianevi, Ilia Gavliani, Maxime Gvarliani și Ciciko Ciartolani, ruta fiind denumită în onoarea sa „Traseul Beknu Hergiani”.
Traseul către vârf peste pintenul estic a fost inaugurat în 1964 de P. Baudish, în timp ce alpinistul rus I. Krainov a traversat pentru prima dată versantul nord-estic în 1983. Prima coborâre la schiuri, pe versantul sudic, a fost reușită în iunie 2008, de Jason Thompson, Seth Waterfall și Tyler Jones. La 10 februarie 2018, alpiniștii georgieni Archil Badriașvili și Giorgi Tepnadze au fost primii care au ajuns pe vârf escaladând versantul sudic în mijlocul iernii.

## Turism

### Trasee de drumeție
Pentru drumeție, cel mai popular și mai ușor traseu de la poalele muntelui Șhara până la ghețarul Șhara este cel care pornește din comunitatea Ușguli urmând o potecă de 8-9 kilometri lungime. Traseul dus-întors are o lungime de aproximativ 16 kilometri, cu o durată de 5 ore și cu o diferență de nivel de 540 metri în altitudine. Traseul pornește din satul Jibiani, situat la altitudinea de 2.122 m, traversează valea Enguri și mai multe cursuri de apă, străbate câteva zone împădurite și pășuni montane. Acest traseu nu are o denumire și este folosit în principal de localnici. Primii 7 kilometri pot fi parcurși cu un vehicul de teren. Traseul nu include secțiuni dificile și este marcat cu culoare galbenă. Ca alternativă, traseul Karete pornește din comuna svan Lasdili:122.
Din Rusia, punctul de plecare pentru drumeție este satul Bezengi, iar traseul include un hotel situat la baza ghețarului Bezengi. Cu toate acestea, lungimea mare a traseului, necesitatea străbaterii unor păduri dese și escaladarea unor munți înalți face acest traseu mai puțin popular.

### Trasee de alpinism
Indiferent de traseul ales, escaladarea Zidului Bezengi este considerată una dintre cele mai lungi și mai periculoase expediții montane din Europa. Există zece rute de alpinism care duc la vârful Șhara sau Șhara de Vest, toate cotate cu grad de dificultate de la 4b la 6b, iar ascensiunea pe vârful Șhara durează cel puțin două zile. Perioada propice pentru expediții este între iulie și jumătatea lunii august, dar condițiile sunt dificile pe tot parcursul anului. Traseul pe creasta nord-estică, folosit pentru prima dată în 1888, este de gradul 4b și rămâne una dintre cele mai populare rute către vârf, constituind o ascensiune de 1.600 m care trece peste vârful estic. La poalele sale, la o altitudine de aproximativ 3.200 m, se află bivuacul austriac de pe ghețarul Bezengi.
Pe partea georgiană, traseul Beknu (în svan și georgiană ბექნუ შუკუ, transliterat: bek̕nu šuku:39), peste pintenul sudic, este cel mai popular, dar unele tronsoane sunt cotate 6a. Versantul sudic este mai greu de escaladat. Escaladarea crestei estice este clasificată 5b. Exceptând bivuacul austriac de pe ghețarul Bezengi, pe munte nu există nicio tabără permanentă.
Titlul onorific „Leopardul de zăpadă al Rusiei” este acordat alpiniștilor care urcă pe cele mai înalte zece vârfuri din Rusia, inclusiv Șhara. The Times a descris muntele ca fiind „mai greu de urcat decât muntele Everest”. Când liderul primei expediții de succes pe muntele Everest, britanicul John Hunt, a văzut muntele Șhara, l-a numit „micul Himalaya”. În 2018, cotidianul britanic The Guardian a numit Georgia cea mai bună alternativă la Alpi, evidențiind drept dovadă Turnurile Svan din comunitatea Ușguli și ghețarul Șhara. Ziarul britanic The Independent a făcut un pas mai departe, spunând că Șhara este chiar superior Alpilor, deoarece vârful Șhara este cu 386 de metri mai înalt decât cel mai înalt vârf al Alpilor, Mont Blanc.

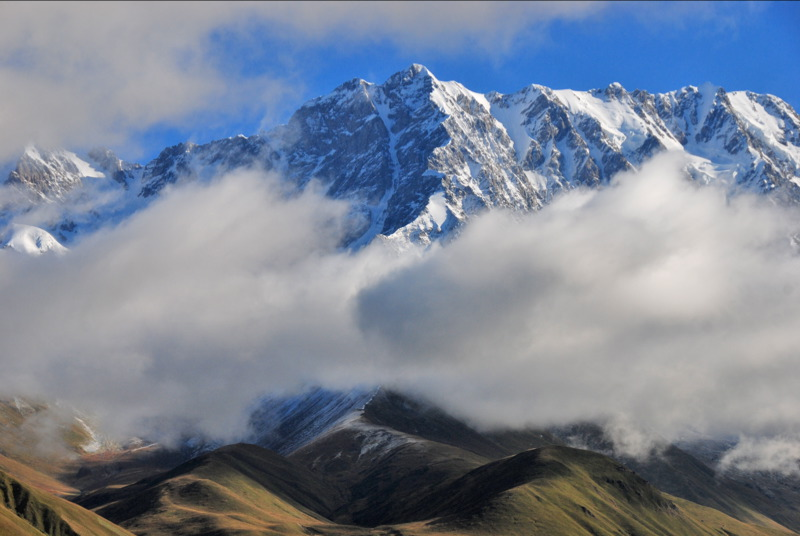
Muntele Șhara
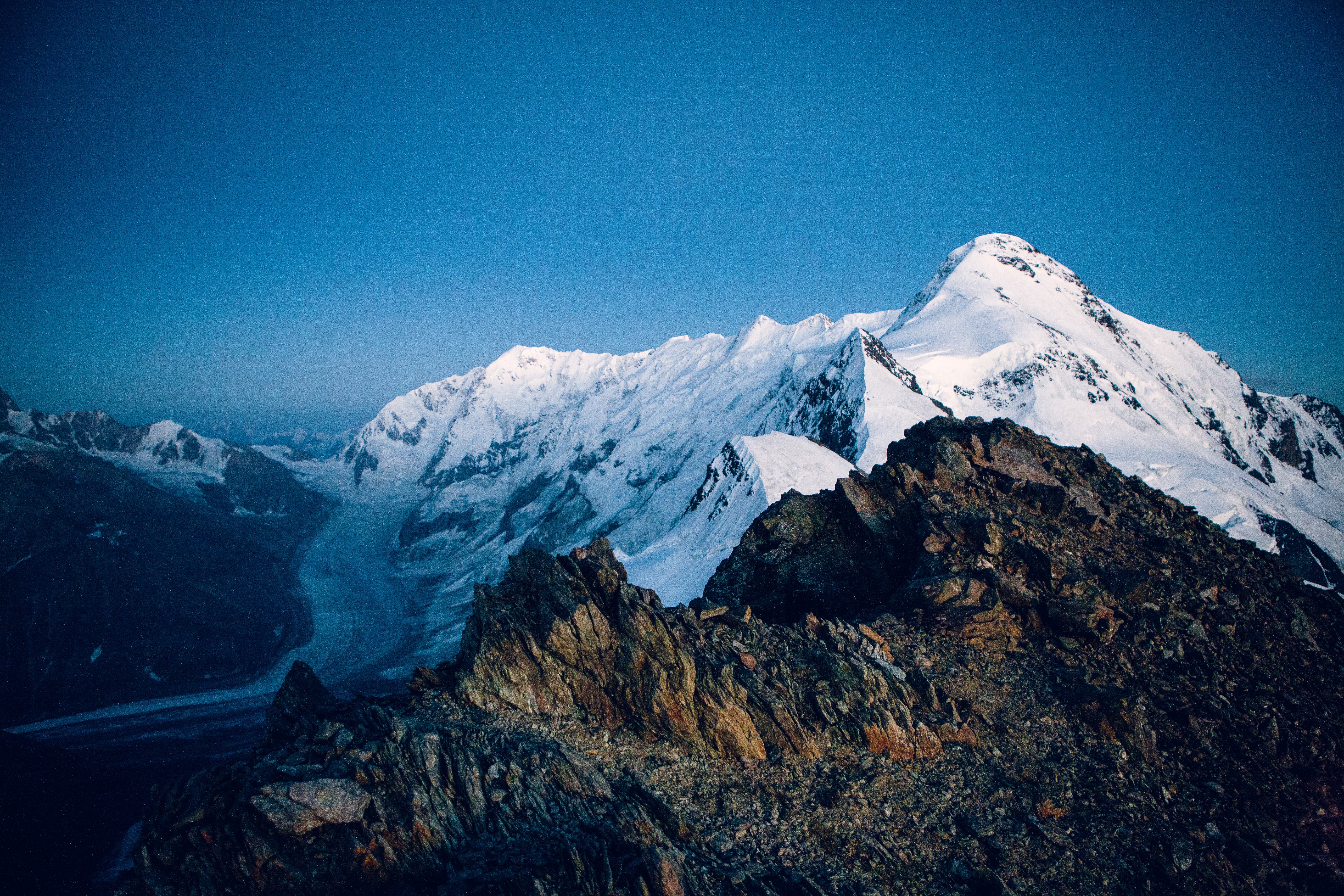
Zidul Bezengi
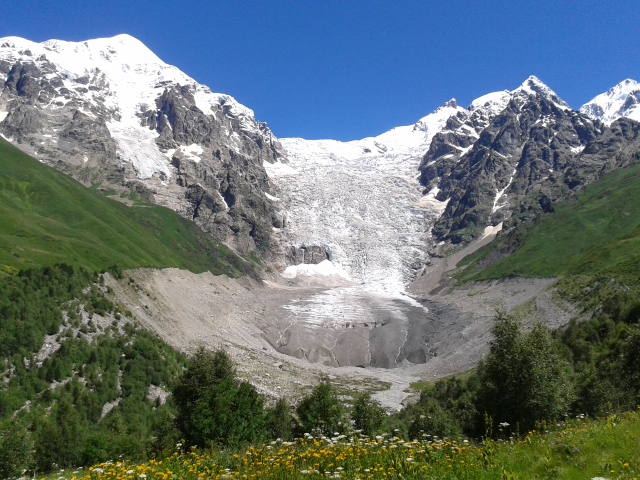
Ghețarul Șhara
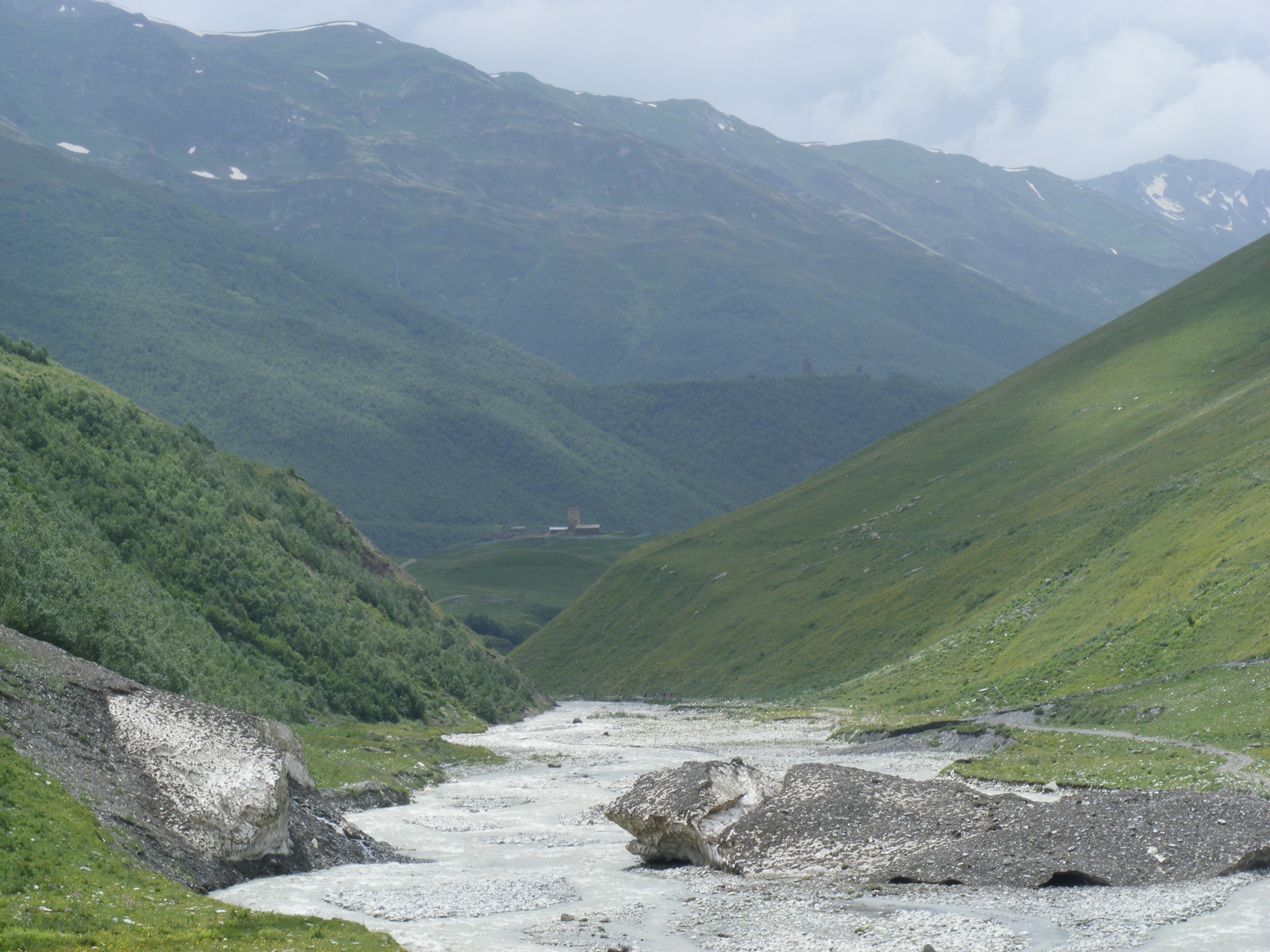
Sursa râului Enguri
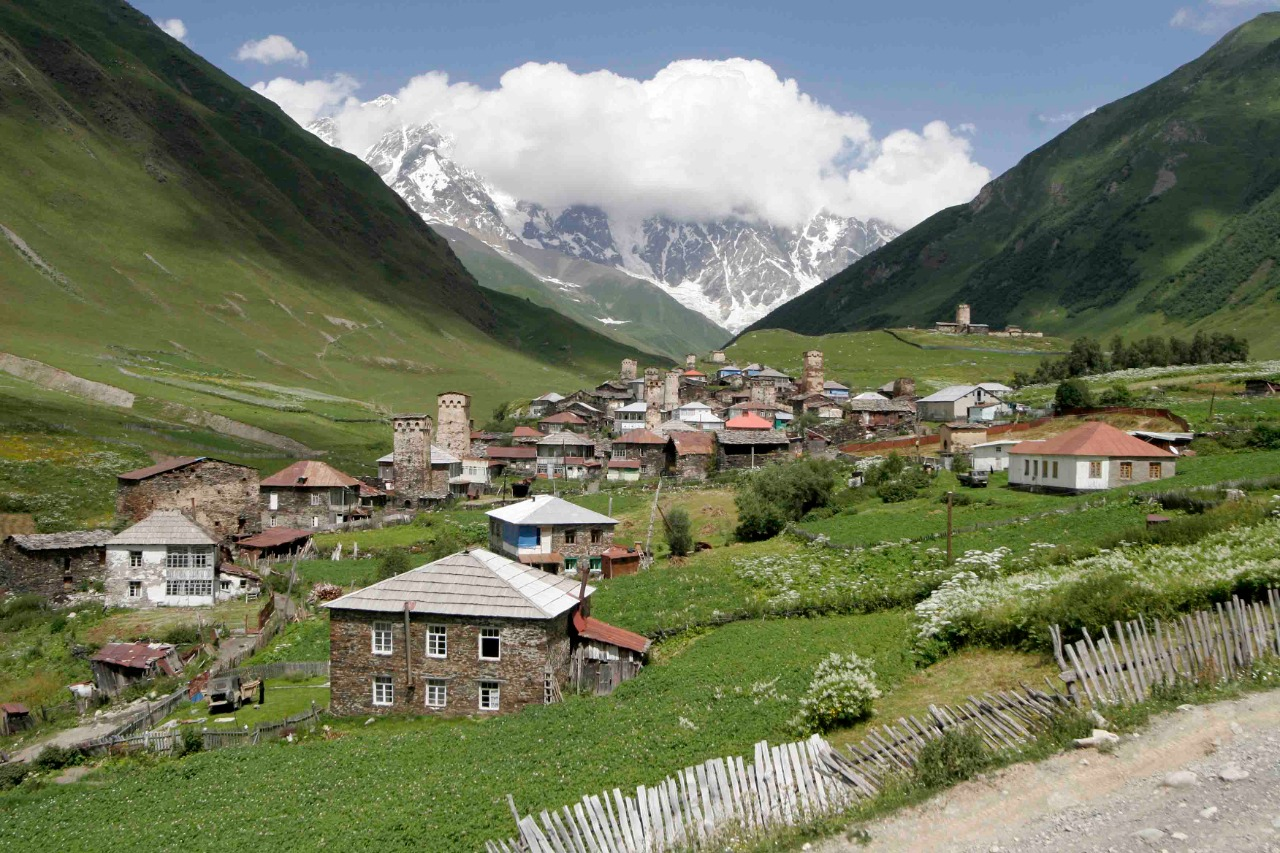
Comunitatea Ușguli[b]